# فقه إسلامي
الْفِقْهُ في اللغة: الْفَهْمُ للشيء والعلم به، وفهم الأحكام الدقيقة والمسائل الغامضة، وهو في الأصل مطلق الفهم، وغلب استعماله في العرف مخصوصاً بعلم الشريعة؛ لشرفها على سائر العلوم، وتخصيص اسم الفقه بهذا الاصطلاح حادث، واسم الفقه يعم جميع الشريعة التي من جملتها ما يتوصل به إلى معرفة الله ووحدانيته وتقديسه وسائر صفاته، وإلى معرفة أنبيائه ورسله عليهم السلام، ومنها علم الأحوال والأخلاق والآداب والقيام بحق العبودية وغير ذلك. وذكر بدر الدين الزركشي قول أبي حامد الغزالي: «أنَّ الناس تصرفوا في اسم الفقه فخصوه بعلم الفتاوى ودلائلها وعللها»، واسم الفقه في العصر الأول كان يطلق على: «علم الآخرة ومعرفة دقائق آفات النفس ومفسدات الأعمال وقوة الإحاطة بحقارة الدنيا وشدة التطلع إلى نعيم الآخرة واستلاب الخوف على القلب». وعند الفقهاء: حفظ الفروع وأقله ثلاث مسائل. وعند أهل الحقيقة: الجمع بين العلم والعمل لقول الحسن البصري: «إنما الفقيه المعرض عن الدنيا، الزاهد في الآخرة، البصير بعيوب نفسه». وعرفه أبو حنيفة بأنه: «معرفة النفس مالها وما عليها» وعموم هذا التعريف كان ملائماً لعصر أبي حنيفة الذي لم يكن الفقه فيه قد استقل عن غيره من العلوم الشرعية.
وعرف الشافعي الفقه بالتعريف المشهور بعده عند العلماء بأنه: «العلم بالأحكام الشرعية العملية المكتسب من أدلتها التفصيلية». وفي اصطلاح علماء أصول الفقه: «العلم بالأحكام الشرعية المكتسبة من أدلتها التفصيلية». ويسمي عند المتأخرين علم الفقه ويطلق في العصور المتأخرة من التاريخ الإسلامي مخصوصاً بالفروع، والفقيه العالم بالفقه، وعند علماء أصول الفقه هو المجتهد. وللفقه مكانة مهمة في الإسلام، حيث دلت النصوص الشرعية على فضله ووجوب التفقه في الدين، وكان من أعلام فقهاء الصحابة ذوو تخصص في استنباط الأحكام الشرعية، وكانت لهم اجتهادات ومذاهب فقهية، وأخذ عنهم فقهاء التابعين في مختلف البلدان، وبذلك بدء تأسيس المدارس الفقهية في الحجاز والعراق والشام واليمن ومصر، وتلخصت منها المذاهب الفقهية وكان أشهرها المذاهب الأربعة.
وقد كان الفقه بداية التاريخ الإسلامي يطلق على العلم بالأحكام الشرعية عموماً، وبعد تطوير الدراسات الفقهية والبحوث العلمية ووضع العلوم وتدوينها كانت الدراسات الفقهية تتضمن: الأصول والفروع والقواعد وتاريخ الدراسة والمدارس الفقهية ومداخل المذاهب ومراتب الفقهاء ومراتب الاجتهاد وغيرها. وأصبح الفقه بمعناه الاصطلاحي يطلق على: علم فروع الفقه وهو أحد أنواع العلوم الشرعية، وهو: «العلم بالأحكام الشرعية العملية المستمدة من أدلتها التفصيلية».

## تعريف الفقه

### المعنى اللغوي

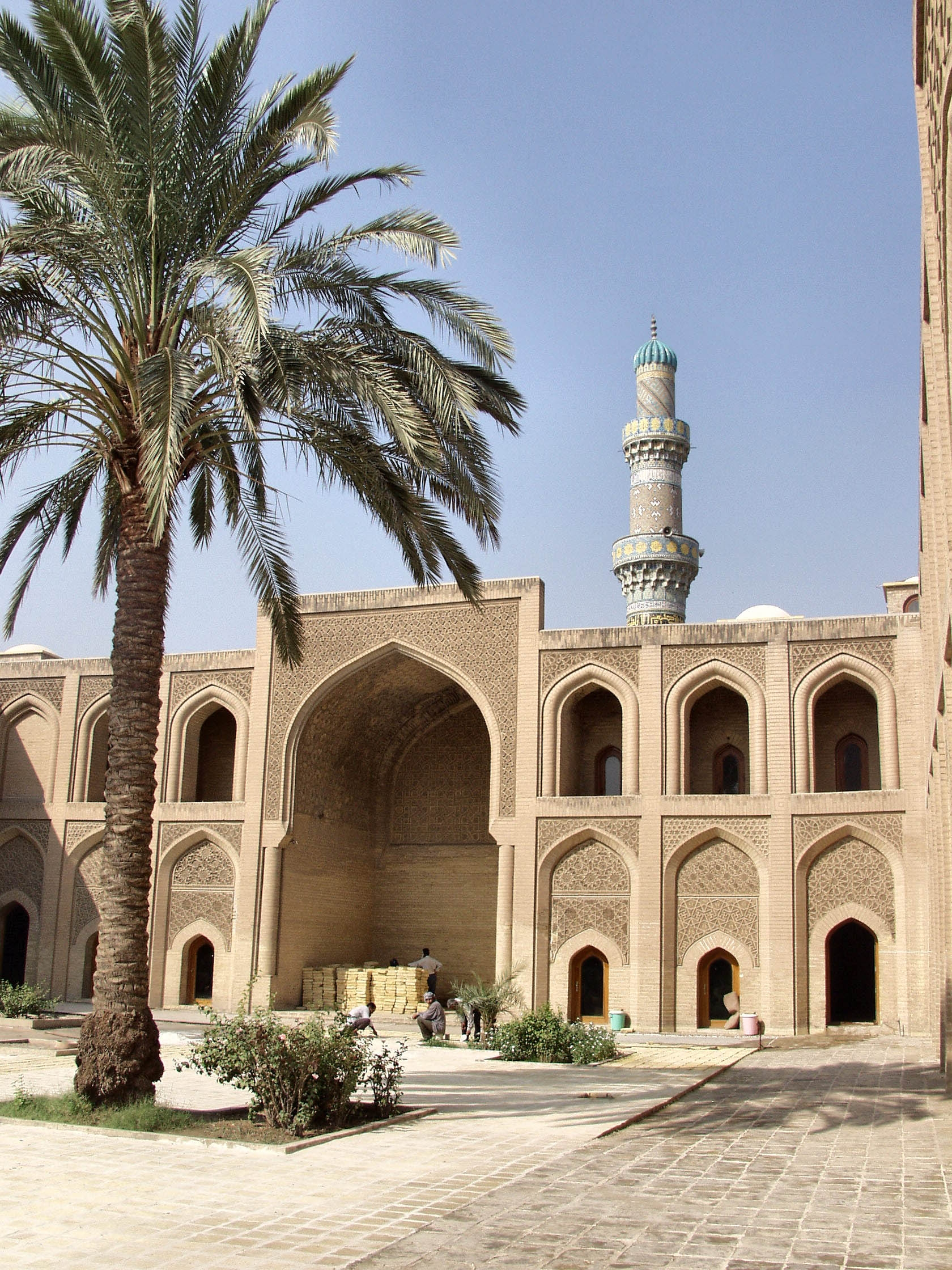
مبنى المدرسة المستنصرية التاريخي في بغداد

الفِقْه بالمعنى اللغوي الْفَهْمُ، وأصله بالكسر والفعل فَقِهَ يَفْقَهُ بكسر القاف في الماضي وفتحها في المضارع، يقال: فَقِهَ الرجل أي: فهم، والمصدر فِقْهًا، وفلان لا يَفْقَهُ وَلَا يَنْقَه، مادته: (فِ قْ هـ)، وهو في الأصل لمعنى: مطلق الْفَهْمُ، من فَقِهَ -بكسر الوسط- يقال: فَقِهَ الرجل فِقْهًا، وأَفْقَهْتُهُ الشيء، هذا أصله، ثم خص به علم الشريعة. والعالم به فَقِيهٌ. وقد فقه من باب ظرف أي: صار فقيها. وفَقَّهه الله تفقيها، وتفَقَّه إذا تعاطى ذلك، وفاقهه باحثه في العلم. قال ابن حجر: «يقال: فَقُهَ بالضم إذا صار الفقه له سجية، وفقه بالفتح إذا سبق غيره إلى الفهم، وفَقِهَ بالكسر إذا فهم». وكلمة «فِقْه» في اللغة مصدر ماضيه في الأصل فَقِهَ -بكسر القاف- بمعنى: فَهْمُ الشي والعلم به مطلقا، أو مخصوصا بفهم الأشياء الغامضة والمسائل الدقيقة، ثم نقل لفظ «فقه» من معناه اللغوي بغلبة الاستعمال في العرف إلى معنى العلم بالدين. قال ابن منظور: «وغلب على علم الدين لسيادته وشرفه وفضله على سائر أنواع العلم كما غلب النجم على الثريا والعود على المندل». قال ابن الأثير: «واشتقاقه من الشق والفتح، وقد جعله العرف خاصا بـعلم الشريعة، -شرفها الله -، وتخصيصا بـعلم الفروع منها». قال ابن منظور: «والفقه في الأصل الفهم، يقال: أوتي فلان فقها في الدين أي فهما فيه. قال الله عز وجل: ﴿لِيَتَفَقَّهُوا فِي الدِّينِ﴾ [التوبة:122] أي: ليكونوا علماء به، وفقهه الله، ودعا النبي ﷺ لابن عباس فقال: «اللهم علمه الدين وفقهه في التأويل» أي: فهمه تأويله ومعناه، فاستجاب الله دعاءه وكان من أعلم الناس في زمانه بكتاب الله تعالى». وقال ابن سيده: «وفقه عنه بالكسر: فهم، ويقال: فقه فلان عني ما بينت له يفقه فقها إذا فهمه». والفقه بمعنى: العلم بالشّيء، والفهم له، والفطنة فيه، وغلب على علم الدين لشرفه، وما ذكر في القرآن حكاية ما قاله قوم النبي شعيب، في قول الله تعالى: ﴿قَالُواْ يَا شُعَيْبُ مَا نَفْقَهُ كَثِيراً مِّمَّا تَقُولُ﴾؛ فهو بمعنى: عدم الفهم مطلقا. وقيل: هو عبارة عن كلّ معلوم تيقّنه العالم عن فكر.
الفقه في اللغة: هو العلم، وخصه حملة الشرع بضرب من العلوم، ونقل ابن السمعاني عن ابن فارس: أنه إدراك علم الشيء، وقال الجوهري وغيره: هو الفهم، وقال الراغب هو التوسل إلى علم غائب بعلم شاهد فهو أخص من العلم. وفسر الفهم بمعرفة الشيء بالقلب، والعلم به، يقال: فهمت الشيء عقلته وعرفته، وفهمت الشيء فهما علمته، فلا يقصد فهم المعنى من اللفظ، ولا فهم غرض المتكلم، وقال أبو إسحاق وصاحب اللباب من الحنفية: «فهم الأشياء الدقيقة، فلا يقال: فقهت أن السماء فوقنا». قال القرافي: وهذا أولى؛ ولهذا خصصوا اسم الفقه بالعلوم النظرية، فيشترط كونه في مظنة الخفاء، فلا يحسن أن يقال: فهمت أن الإثنين أكثر من الواحد، ومن ثم لم يسم العالم بما هو من ضروريات الأحكام الشرعية فقيها. والفقه اللغوي مكسور القاف في الماضي والاصطلاحي مضمومها فيه. يقال: فقه -بالكسر- فهو فاقه إذا فهم، وفقه -بالفتح- فهو فاقه أيضا إذا سبق غيره إلى الفهم، وفقه -بالضم- فهو فقيه إذا صار الفقه له سجية. ونقل الفقه إلى علم الفروع بغلبة الاستعمال كما أشار إليه ابن سيده بقوله: «غلب على علم الدين لسيادته وشرفه كالنجم على الثريا، والعود على المندل».

### التسمية
كلمة فقه بالإضافة إلى معناه اللغوي فقد غلب استعماله مخصوصا بعلم الشريعة، «وذكر الإمام الغزالي أن الناس تصرفوا في اسم الفقه فخصوه بعلم الفتاوى ودلائلها وعللها» واسم الفقه في العصر الأول كان مطلقا على علم الآخرة. وعلم السلوك.
ويطلق في العصر الأول على: «علم الآخرة ومعرفة دقائق آفات النفس ومفسدات الأعمال وقوة الإحاطة بحقارة الدنيا وشدة التطلع إلى نعيم الآخرة واستلاب الخوف على القلب». قال ابن عابدين ضمن تعريف الفقه: وعند الفقهاء: حفظ الفروع وأقله ثلاث. وعند أهل الحقيقة: الجمع بين العلم والعمل لقول الحسن البصري: إنما الفقيه المعرض عن الدنيا، الراغب في الآخرة، البصير بعيوب نفسه. وقد عرفه الإمام أبو حنيفة بأنه: «معرفة النفس ما لها وما عليها»، قيل: وأخذه من قوله تعالى: ﴿لها ما كسبت وعليها ما اكتسبت﴾، وسمى كتابه في العقيدة: (الفقه الأكبر). قال الغزالي في الإحياء في بيان تبديل أسامي العلوم: إن الناس تصرفوا في اسم الفقه، فخصوه بعلم الفتاوى والوقوف على وقائعها، وإنما هو في العصر الأول اسم لمعرفة دقائق آفات النفوس، والاطلاع على الآخرة وحقارة الدنيا. قال الحسن البصري: إنما الفقيه هو الزاهد في الدنيا، الراغب في الآخرة، البصير بذنبه، المداوم على عبادة ربه، الورع الكاف. وقال الحليمي في المنهاج: إن تخصيص اسم الفقه بهذا الاصطلاح حادث، قال: والحق أن اسم الفقه يعم جميع الشريعة التي من جملتها ما يتوصل به إلى معرفة الله ووحدانيته وتقديسه وسائر صفاته، وإلى معرفة أنبيائه ورسله عليهم السلام، ومنها علم الأحوال والأخلاق والآداب والقيام بحق العبودية وغير ذلك.

### في الاصطلاح الشرعي
في الاصطلاح الشرعي: عرفه أبو حنيفة بأنه: «معرفة النفس مالها وما عليها» والمعرفة: (هي إدراك الجزئيات عن دليل). والمراد بها هنا سببها: وهو الملكة الحاصلة من تتبع القواعد مرة بعد أخرى. وعموم هذا التعريف كان ملائماً لعصر أبي حنيفة الذي لم يكن الفقه فيه قد استقل عن غيره من العلوم الشرعية.
وهذا التعريف عام يتناول الاعتقاديات كوجوب الإيمان، والوجدانيات أي: الأخلاق الباطنة والملكات النفسانية، والعمليات كالصلاة والصوم والبيع، فمعرفة ما للنفس وما عليها من الاعتقاديات هي علم الكلام (علم التوحيد)، ومعرفة ما للنفس وما عليها من الوجدانيات هي علم الأخلاق والتصوف كالزهد والصبر والرضا وحضور القلب في الصلاة ونحو ذلك. ومعرفة ما للنفس وما عليها من الأحكام العملية هو الذي صار يعرف بـعلم فروع الفقه، ومن ثم فقد أضاف فقهاء الحنفية إلى تعريف أبي حنيفة لفظ: «عملا» ليصبح التعريف: «معرفة النفس مالها وما عليها عملا».

### بالمعنى الاصطلاحي
الفقه في اصطلاح علماء أصول الفقه هو: «العلم بالأحكام الشّرعيّة العمليّة المكتسب من أدلّتها التّفصيلة». وعرفه أبو إسحاق الشيرازي بأنه: «معرفة الأحكام الشرعية التي طريقها الاجتهاد»، أو هو: «علم كل حكم شرعي بالاجتهاد»، أو «العلم بالأحكام الشرعية العملية بالاستدلال»، أو من طريق أدلتها التفصيلية، وفق أصول فقهية سليمة، واستدلالات منهجية، يتوصل منها إلى معرفة الأحكام الشرعية، المكتسبة من الأدلة التفصيلية. ومعنى العلم بالأحكام الشرعية أي: «المستنبطة بطريق الاجتهاد»، أو «العلم بالأحكام الشرعية العملية المكتسبة من الأدلة التفصيلية». والفقه بالمعنى الاصطلاحي يطلق على العلم المسمى بـ (علم فروع الفقه). فالعلم بالذوات من أجسام وصفات وسواها ليس فقها؛ لأنه ليس علم أحكام. والعلم بالأحكام العقلية والحسية والوضعية كأحكام الحساب والنحو والصرف لا يسمى فقها؛ لأنه علم أحكام ليست بشرعية، وعلم أحكام أصول الدين وأصول الفقه ليس فقها، لأنها أحكام شرعية علمية وليست عملية، وعلم المقلد بالأحكام الشرعية العملية لا يسمى فقها؛ لأنه علم ليس عن استدلال، وما هو معلوم بالضرورة لا يسمى فقها؛ لأنه من غير استدلال. فهو: «العلم الحاصل بالاجتهاد»، والفقيه لا يطلق إلا على المجتهد. قال إمام الحرمين:

### في اصطلاح الفقهاء
تعريف الفقه عند الفقهاء هو: استنباط الأحكام الشرعية من أدلتها، أو هو كما حكاه البغوي في تعليقه نقلا عن القاضي حسين حيث قال: الفقه افتتاح علم الحوادث على الإنسان، أو افتتاح شعب أحكام الحوادث على الإنسان. وقال ابن سراقة: حده في الشرع: عبارة عن اعتقاد علم الفروع في الشرع، ولذلك لا يقال في صفاته سبحانه وتعالى: فقيه. قال: وحقيقة الفقه عندي: الاستنباط، قال الله تعالى: ﴿لعلمه الذين يستنبطونه منهم﴾، واختيار ابن السمعاني في القواطع أنه استنباط حكم المشكل من الواضح، قال: «وقوله ﷺ: «رب حامل فقه غير فقيه» أي: غير مستنبط ومعناه: أنه يحمل الرواية من غير أن يكون له استدلال واستنباط فيها»، وقال في ديباجة كتابه: وما أشبه الفقيه إلا بغواص في بحر در كلما غاص في بحر فطنته استخرج درا، وغيره مستخرج آجرا. ويؤخذ من تعريفهم الفقه بأنه (استنباط الأحكام): أن المسائل المدونة في كتب الفقه ليست بفقه في اصطلاح الفقهاء، وأن حافظها ليس بفقيه، وبه صرح العبدري في باب الإجماع من شرح المستصفى، قال: وإنما هي نتائج الفقه، والعارف بها فروعي، وإنما الفقيه هو المجتهد الذي ينتج تلك الفروع عن أدلة صحيحة، فيتلقاها منه الفروعي تقليدا ويدونها ويحفظها، ونحوه قول ابن عبد السلام: هم نقلة فقه لا فقهاء.
وفي اصطلاح علماء الفروع هو: العلم بالأحكام الشرعية العملية الناشئة عن الاجتهاد. أو هو حفظ أو معرفة مجموعة من الأحكام الشرعية العملية الواردة بالكتاب والسنة وما استنبط منها، سواء كان مع أدلتها أو بغير الأدلة، أو هو: معرفة الأحكام الشرعية العملية التي نزل بها الوحى، قطعية كانت أو ظنية، وما استنبطه المجتهدون.

### الفقه في الدين
الفقه في الدين في الشرع الإسلامي بمعنى: العلم بأحكام الشرع، وقد أطلق الفقه في العرف بغلبة الاستعمال على معنى الفقه في الدين، أي: المخصوص بكونه في الدين، والدين والشرع والشريعة بمعنى: ما شرعه الله على لسان نبيه من أحكام، وكل ما أتى به الرسول من عند الله. وجاء في القرآن: ﴿ليتفقهوا في الدين﴾، أي: ليتعلموا أحكام الدين. والتفقه أي: التفهم وأخذ الفقه تدريجا، في الدين وهو عرفا: وضع إلهي سائق لذوي العقول باختيارهم المحمود إلى ما هو خير لهم بالذات، وقد يفسر الدين بما شرع من الأحكام ويساويه الملة ماصدقا كالشريعة؛ لأنها من حيث إنها يدان أي: يخضع لها تسمى دينا، ومن حيث إنها يجتمع عليها وتملى أحكامها تسمى ملة، ومن حيث إنها تقصد لإنقاذ النفوس من مهلكاتها تسمى شريعة. وفي الحديث الصحيح: «وعن معاوية رضي الله عنه قال: قال رسول الله ﷺ: «من يرد الله به خيرا يفقهه في الدين، وإنما أنا قاسم والله يعطي». متفق عليه». أي: خيرا عظيما لمن لطف الله به وأراد له الخير وسهله عليه لكونه من عليه بفهم تام ومعلم ناصح وشدة الاعتناء بالطلب ودوامه واختاره أي: انتقاه للطفه وتوفيقه. وفي رواية: «من يرد الله به خيرا؛ يفقهه في الدين، ويلهمه رشده». والفقه في الدين: معرفة الأحكام الشرعية عموما، ويطلق الفقه في العصر الأول بمعنى: فهم جميع أحكام الدين أي: كل ما شرع الله لعباده من الأحكام، فيشمل: الأحكام العملية والعلمية الاعتقادية وغيرها. وهو بهذا المعنى لا يختص بالفروع حيث لم يكن إطلاق مصطلح الفقه على الفروع إلا بعد تدوين علم الفقه، ومن ثم فإن حملة علم الشرع من أعلام وفقهاء الصحابة كانوا فقهاء في الدين، لكن لم يكن الفقهاء منهم بالمعنى الاصطلاحي يطلق إلا على المجتهدين منهم وأئمة المذاهب، ومما يدل ذلك قولة عليه الصلاة والسلام: «رب حامل فقه غير فقيه» وحديث: «رب حامل فقه إلى من هو أفقه منه».
أخرج الترمذي: «عن عبد الرحمن بن عبد الله بن مسعود يحدث عن أبيه عن النبي ﷺ قال: نضر الله امرأ سمع مقالتي فوعاها وحفظها وبلغها فرب حامل فقه إلى من هو أفقه منه ثلاث لا يغل عليهن قلب مسلم إخلاص العمل لله ومناصحة أئمة المسلمين ولزوم جماعتهم فإن الدعوة تحيط من ورائهم». ورواة الشافعي والبيهقي في المدخل. وأخرج أبو نعيم في الحلية: «عن عبد الرحمن بن عبد الله بن مسعود عن أبيه قال: قال رسول الله ﷺ: «نضر الله امرأ سمع منا حديثا فحفظه حتى يبلغه إلى من هو أحفظ منه، ويبلغه من هو أحفظ منه إلى من هو أفقه منه، فرب حامل فقه ليس بفقيه» رواه عن سماك عدة، ولم يروه عن علي إلا الخريبي، صحيح ثابت». وأخرج الترمذي رواية: «عن شعبة أخبرنا عمر بن سليمان من ولد عمر بن الخطاب قال سمعت عبد الرحمن بن أبان بن عثمان يحدث عن أبيه قال خرج زيد بن ثابت من عند مروان نصف النهار قلنا ما بعث إليه في هذه الساعة إلا لشيء سأله عنه فسألناه فقال: نعم سألنا عن أشياء سمعناها من رسول الله ﷺ سمعت رسول الله ﷺ يقول: «نضر الله امرأ سمع منا حديثا فحفظه حتى يبلغه غيره فرب حامل فقه إلى من هو أفقه منه ورب حامل فقه ليس بفقيه»». وقوله: «نضر الله» قال التوربشتي: النضرة الحسن والرونق يتعدى ولا يتعدى وروي مخففا ومثقلا. وقال النووي: التشديد أكثر. وقال الأبهري: روى أبو عبيدة بالتخفيف قال هو لازم ومتعد، ورواه الأصمعي بالتشديد وقال المخفف لازم والتشديد للتعدية وعلى الأول للتكثير والمبالغة. ذكره في تحفة الأحوذي وقال: والمعنى: خصه الله بالبهجة والسرور لما رزق بعلمه ومعرفته من القدر والمنزلة بين الناس في الدنيا ونعمه في الآخرة حتى يرى عليه رونق الرخاء والنعمة. ثم قيل: إنه إخبار يعني جعله ذا نضرة، وقيل: دعاء له بالنضرة وهي البهجة والبهاء في الوجه من أثر النعمة. ومعنى: «فحفظه» أي: بالقلب أو بالكتابة. «فرب حامل فقه» أي: علم «إلى من هو أفقه منه» أي: فرب حامل فقه قد يكون فقيها ولا يكون أفقه فيحفظه ويبلغه إلى من هو أفقه منه فيستنبط منه ما لا يفهمه الحامل أو إلى من يصير أفقه منه، إشارة إلى فائدة النقل والداعي إليه. قال الطيبي: هو صفة لمدخول «رب» استغنى بها عن جوابها أي: رب حامل فقه أداه إلى من هو أفقه منه. «ورب حامل فقه ليس بفقيه» بين به: أن راوي الحديث ليس الفقه من شرطه، إنما شرطه الحفظ، وعلى الفقيه التفهم والتدبر قاله المناوي.
وأخرج الترمذي أيضا: «عبد الرحمن بن عبد الله بن مسعود يحدث عن أبيه قال سمعت النبي ﷺ يقول: نضر الله امرأ سمع منا شيئا فبلغه كما سمع فرب مبلغ أوعى من سامع». قال أبو عيسى هذا حديث حسن صحيح وقد رواه عبد الملك بن عمير عن عبد الرحمن بن عبد الله». وقد جاء بلفظ: «سمع منا شيئا» وفي رواية ابن ماجه: «حديثا» بدل «شيئا». قال الطيبي: «يعم الأقوال والأفعال الصادرة من النبي ﷺ وأصحابه رضي الله عنهم يدل عليه صيغة الجمع في: «منا»». قال المباركفوري: الظاهر عندي أن المعنى: من سمع مني أو من أصحابي حديثا من أحاديثي فبلغه إلخ والله تعالى أعلم. وقال أيضا في معنى: «فبلغه كما سمعه» أي: من غير زيادة ونقصان، وخص مبلغ الحديث كما سمعه بهذا الدعاء لأنه سعى في نضارة العلم وتجديد السنة فجازاه بالدعاء بما يناسب حاله، وهذا يدل على شرف الحديث وفضله ودرجة طلابه حيث خصهم النبي ﷺ بدعاء لم يشرك فيه أحد من الأمة، ولو لم يكن في طلب الحديث وحفظه وتبليغه فائدة سوى أن يستفيد بركة هذه الدعوة المباركة؛ لكفى ذلك فائدة وغنما، وجل في الدارين حظا وقسما. ولفظ: «فرب» تفيد التقليل وقد ترد للتكثير. و«مبلغ» بفتح اللام وأوعى نعت له والذي يتعلق به «رب» محذوف وتقديره يوجد أو يكون، ويجوز على مذهب الكوفيين في أن «رب» اسم أن تكون هي مبتدأ وأوعى الخبر فلا حذف ولا تقدير، والمراد رب مبلغ عني أوعى أي أفهم لما أقول من سامع مني، وصرح بذلك، أبو القاسم بن منده في روايته من طريق هوذة عن ابن عون ولفظه : فإنه عسى أن بعض من لم يشهد أوعى لما أقول من بعض من شهد.

### الفقيه
| قال الحسن البصري: «إنما الفقيه الزاهد في الدنيا، الراغب في الآخرة، الدائب في العبادة، البصير بدينه، المداوم على عبادة ربه، الورع الكاف عن أعراض المسلمين، العفيف عن أموالهم، الناصح لجماعتهم». |
| —إحياء علوم الدين |

الفقيه في اصطلاح علماء الشرع الإسلامي هو لقب يطلق على من له علم بالفقه على تفصيل في خصوص التسمية، قال الأزهري: «وأما فقه (بضم القاف) فإنما يستعمل في النعوت يقال: رجل فقيه، وقد فقه يفقه فقاهة إذا صار فقيها»، وفقه فقها: بمعنى علم علما، ورجل فقيه: عالم، وكل عالم بشيء فهو فقيه. قال ابن حجر: «يقال فقه بالضم إذا صار الفقه له سجية، وفقه بالفتح إذا سبق غيره إلى الفهم، وفقه بالكسر إذا فهم». والفقيه في علم أصول الفقه: لا يطلق إلا على من بلغ رتبة من مراتب الاجتهاد. وعند الفقهاء هو: العالم بالفقه وأحكام الشرع، على أن يكون واسع الاطلاع، قوى الفهم والإدراك، متين الحجة، بعيد الغور في التحقيق والغوص في دقائق المعانى، صاحب ذوق فقهي سليم، وإن كان مقلدا. قال أبو إسحاق في كتاب الحدود: الفقيه من له الفقه، فكل من له الفقه فقيه، ومن لا فقه له فليس بفقيه. قال: والفقيه هو العالم بأحكام أفعال العباد التي يسوغ فيها الاجتهاد. وقال الغزالي: «إذا لم يتكلم الفقيه في مسألة لم يسمعها ككلامه في مسألة سمعها: فليس بفقيه»، حكاه عنه ابن الهمداني في طبقات الحنفية. وقال ابن سراقة: «الفقيه من حصل له الفقه». وذكر الشافعي في الرسالة: صفة المفتي وقال: وهو الفقيه.
وفي العصور الإسلامية الأولى كان يطلق الفقيه -غالبا- على المتصف بالزهد والورع والصلاح والاستقامة والتقوى والخشية لله، وهذا يتأتى لمن تفقه في الدين، ويؤكد هذا ما نقله العلماء عن الحسن البصري عن الكلبي قال: رأيت الحسن بمكة فسألته عن شيء فلم يجبني، فقلت: نسألكم يا معشر الفقهاء فلا تجيبونا؟ قال: «ويحك وهل رأيت بعينك فقيها قط؟ وهل تدري من الفقيه؟ إنما الفقيه الزاهد في الدنيا، الراغب في الآخرة، الدائب في العبادة، البصير بدينه». وفي الحديث: «عن معاوية رضي الله عنه قال: قال رسول الله ﷺ: «من يرد الله به خيرا يفقهه في الدين، وإنما أنا قاسم والله يعطي». متفق عليه». ومعنى: «من يرد الله به خيرا»: بتنكيره كلمة: خير؛ للتفخيم أي: خيرا كثيرا؛ «يفقهه»: بتشديد القاف أي: يجعله عالما «في الدين» أي: أحكام الشريعة والطريقة والحقيقة، ولا يخص بالفقه المصطلح المختص بالأحكام الشرعية العلمية كما يظن، فعن عمران قال: قلت للحسن يوما في شيء قاله، يا أبا سعيد! هكذا يقول الفقهاء. قال: «ويحك هل رأيت فقيها قط إنما الفقيه الزاهد في الدنيا، الراغب في الآخرة، البصير بأمر دينه، المداوم على عبادة ربه». وفي رواية: «إنما الفقيه من انفقأت عينا قلبه فنظر إلى ربه».
ويؤيده ما في رواية: «من يرد الله به خيرا؛ يفقهه في الدين، ويلهمه رشده». رواه أبو نعيم في الحلية عن ابن مسعود. ثم بين في الحديث أن صفة الفقه في الدين إنما هي منحة من الله لمن يشاء من عبادة في قوله: «وإنما أنا قاسم» أي: للعلم «والله يعطي» أي: يعطي الفهم في العلم بمبناه، والتفكر في معناه، والعمل بمقتضاه. قال الطيبي: الواو في: (وإنما) للحال من فاعل «يفقه» أو مفعوله أي: أنا أقسم العلم بينكم، فألقي إليكم جميعا ما يليق بكل أحد، والله يوفق من يشاء منكم لفهمه. قال ابن حجر: ومن ثم تفاوتت أفهام الصحابة مع استواء تبليغه عليه الصلاة والسلام، بل فاق بعض من جاء بعد الصحابة بعضهم في الفهم والاستنباط كما أشار لذلك الخبر حديث: «رب حامل فقه ليس بفقيه»، و«رب حامل فقه إلى من هو أفقه منه». قال ملا علي القاري وقيل: معناه أنا أقسم المال بينكم والله يعطيه، فلا يكون في قلوبكم سخط وتنكر عن التفاضل في القسمة، فإنه أمر الله، والظاهر أن المعنى أنا أقسم العلم بينكم والله يعطي العلم كذا قاله بعض الشراح، والأظهر أن لا منع من الجمع، وإن كان المقام يقتضي العلم والله أعلم. قيل: ولم يقل معط لأن إعطاءه متجدد ساعة فساعة.

## فروع الفقه
فروع الفقه هي: الأحكام الشرعية الفرعية المتعلقة بأفعال العباد في عباداتهم كطهارة، والصلاة، والزكاة، والصوم، والحج، والعمرة، وغير ذلك. أو في معاملاتهم مثل: أحكام البيوع وغيرها من المعاملات كالإجارة، والرهن، والربا والوقف، والجعالة، والبيع، والمعاوضة الربوية وغيرها. والنكاح وما يتعلق به كالطلاق، والصداق والخلع والظهار والإيلاء، واللعان، والعدة والرضاع والحضانة، والنفقات والعلاقات الأسرية، وأبواب المواريث، والجنايات، والأقضية والشهادات، والأيمان والنذور، والكفارات، والأطعمة والأشربة، وأحكام الصيد والذبائح، والذكاة، ومعاملات أهل الكتاب، وأحكام الجهاد، والسبق والرمي، العتق، ويدخل ضمن ذلك مواضيع أخرى، والعلاقات بين المسلمين بعضهم البعض، وبينهم وبين غيرهم، في السلم والحرب، وغير ذلك. والحكم على تلك الأفعال بأنها واجبة، أو محرمة، أو مندوبة، أو مكروهة، أو مباحة، وأنها صحيحية أو فاسدة، أو غير ذلك؛ بناء على الأدلة التفصيلية الواردة في الكتاب والسنة وسائر الأدلة المعتبرة. وفروع الفقه بالمعنى الاصطلاحي: الأحكام الشرعية العملية المكتسبة من أدلتها التفصيلية، وفق منهج علم أصول الفقه. وتنقسم أنواع العلوم حسب ما ذكره ابن عابدين إلى علوم شرعية وأدبية ورياضية وعقلية، والعلوم الشرعية هي علم التفسير والحديث والفقه والتوحيد. وعلم فروع الفقه هو خلاصة الدراسات الفقهية، ونتائج البحث ويعد علم الفقه من العلوم الشرعية، وواضعه الأئمة المجتهدون، ومسائله كل جملة موضوعها فعل المكلف، ومحمولها أحد الأحكام الخمسة، كقولنا: هذا الفعل واجب، وفضيلته كونه أفضل العلوم سوى الكلام والتفسير والحديث وأصول الفقه، ونسبته لصلاح الظاهر كنسبة العقائد والتصوف لصلاح الباطن.

### موضوع فروع الفقه
موضوع علم الفِقْه فعل المكلف ثبوتا أو سلبا من حيث إنه مكلف؛ لأنه يبحث فيه عما يعرض لفعله من حل وحرمة ووجوب وندب. وموضوع كل علم: ما يبحث فيه عن عوارضه الذاتية. في المراحل الأولى من تاريخ الفقه كان موضوع الفقه في الدين يشمل جميع الأحكام الشرعية النظرية والعملية، والأحكام الكلية والجزئية، وأصول الأحكام وفروعها وقواعدها، وأصول الدين (علم العقيدة)، وفروعه، والإيمان والأخلاق والسلوكيات وسائر الأحكام الشرعية العملية والعملية وأصولها وفروعها وبعد ظهور المذاهب الفقهية الكبرى: بدء تحديد موضوع الفقه في مراحل وضع المذاهب الفقهية وتدوينها ودراستها، وقد كان أبو حنيفة يعرف الفقه بأنه: معرفة النفس ما لها وما عليها، وقسم الفقه إلى فقه أصغر وفقه أكبر، وجعل العقيدة موضوع الفقه الأكبر، ثم جاء الشافعي فوضع علم أصول الفقه أي: أنه أول من دونه وجمعه في علم مستقل، وكان علم أصول الفقه مستقلا بموضوعه الذي هو: أصول الفقه، وكان علم الفقه مستقلا بموضوعه الذي هو: فروع الفقه. وبعد تدوين العلوم الشرعية، تميز علم العقائد بموضوعه عن موضوع الدراسات الفقهية، واختص الفقه بموضوعه وهو: الأحكام الشرعية العملية المتعلقة بأفعال المكلّفين، وما يعرض لأفعالهم من حلّ وحرمة، ووجوب، وندب وكراهة وغير ذلك. فيختص موضوع الفِقْه بالأحكام الشرعية العملية، أما العلم بالأحكام الشرعية العلمية؛ فهو موضوع أصول الدين (علم التوحيد)، وهو مستقل بموضوعه عن علم الفقه. وأصول الدين ثابتة يتفق عليها المسلمون، وإنما حصل الخلاف في العقيدة بسبب ظهور الفرق المخالفة لمذهب أهل السنة والجماعة، ولم تظهر مباحث علم التوحيد إلا لهدف الرد على أهل الأهواء والزيغ.

### غايته
وغايته أي: ثمرته المترتبة عليه: الفوز بسعادة الدارين: دار الدنيا بنقل نفسه من حضيض الجهل إلى ذروة العلم، وببيان ما للناس وما عليهم لقطع الخصومات ودار الآخرة بالنعم الفاخرة.

### استمداده
استمداد علم الفقه أي مأخذه: من الكتاب والسنة والإجماع والقياس. أما أقوال الصحابة فتابعة للسنة، وأما تعامل الناس فتابع للإجماع، وأما التحري واستصحاب الحال فتابعان للقياس، وتفصيل ذلك في كتب الأصول.

#### علم أصول الفقه
أصول الفقه مركب من لفظين مفردين بإضافة لفظ: «أصول» إلى لفظ: «الفقه»، ومعنى الأصول باعتباره مفردا هو: «الأدلة الشرعية، التي يعتمد عليها علم الفقه، وتستمد منها أحكامه». وأصول الفقه بمعناه اللقبي، هو: العلم بالقواعد التي وضعت للوصول إلی استنباط الأحكام الشرعية من أدلتها التفصيلية. وبعبارة أخری: أصول الفقه هو علم يضع القواعد الأصولية لاستنباط الأحكام الشرعية من أدلّتها الصحيحة. والصّلة بين الفقه وأصول الفقه أنّ الفقه يعنى بالأدلّة التّفصيليّة لاستنباط الأحكام العمليّة منها، أمّا أصول الفقه فموضوعه الأدلّة التفصيلة من حيث وجوه دلالتها على الأحكام الشّرعيّة.
وأدلة الفقه الإجمالية، تعتمد على القرآن والحديث فهما الدليلان الذان تعتمد علهما باقي الأدلة الشرعية، ويليهما الإجماع؛ لأنه يقوم على أساس من الكتاب والسنة، ويليه القياس، ويعتمد على الأحكام الكلية العامة، من الكتاب والسنة، في الاستدلال به على الأحكام الفرعية التي لم يرد بخصوصها نص في الكتاب والسنة، وفق أحكام وقواعد للاستدلال، فهذه الأربعة الأدلة هي الأصول الأساسية المتفق عليها عند جمهور الفقهاء، وما عداها من الأدلة، هي: أصول ثانوية بمعنى: أنها أدلة شرعية يستدل بها المجتهد، عند عدم ظهور الحكم بالأدلة الأربعة، كما أن هذه الأصول الثانوية، مختلف في تفاصيل الاستدلال بها، لا في إنكارها بالكلية، وتشمل: استصحاب الحال، والاستحسان وهو: الحكم بالأحسن عند عدم وجود نص صريح في المسألة، بشرط أن يكون موافقا للشرع، وألا يخالفه، أو هو العدول عن دليل القياس في المسألة عن مثل ما حكم به في نظائرها لوجه أقوى يقتضي هذا العدول عن المجتهد. والمصالح المرسلة: وهي المعاني أو الأمور التي يُرْبَط الحكم بها وبناؤه عليها جلب منعفة أو دفع مضرة عن الناس دون أن يوجد نص بخصوص هذا الموضوع، والعرف: وهو ما تعارف عليه الناس وألفوه من قول أو فعل تكرر حتى امتزج بأفعالهم وصارت عقولهم تتلقاه بالقبول، وليس في الشرع مايخالفه. وهناك أدلة أخرى مختلف عليها بين الفقهاء بالإضافة إلى أن ما عدا الإجماع والقياس مختلف أيضاً في حجيتهم. وعمل أهل المدينة عند المالكية. وقول الصحابي.

### قواعد الفقه
القواعد الفقهية هي: الأحكام الكلية للفقة. وهي مستقلة بموضوعها الذي هو: قواعد الفقه الكلية، مثل قاعدة: الأمور بمقاصدها، وقاعدة: لا ضرر ولا ضرار وغيرها. فهو لا يبحث في أصول الفقه ولا في فروع الفقه، بل يجمع محتواهما في أحكام كلية، ترجع إليها الأحكام الفرعية للفقه.

### تعلم الفقه
حكم تعلّم الفقه فرض عين على كل مسلم ومسلمة فيما لا بد منه من أساسيات الأحكام في العبادات مثل: كيفيّة الوضوء والصّلاة، والصّوم ونحو ذلك، وفيما يحتاج إليه لصحة معاملاته، وعليه حمل بعضهم الحديث المرويّ: «عن أنس عن النّبيّ ﷺ قال: «طلب العلم فريضة على كلّ مسلم»» فعلى كل مسلم ومسلمة تعلم ما لابد منه من الأحكام. قال ابن عابدين: وحكم الشارع فيه وجوب تحصيل المكلف ما لا بد له منه، فالمطلوب أن يعرف من العلوم ما يعينه على المقصود؛ لأن ما عدا الفقه وسيلة إليه فلا ينبغي أن يصرف عمره في غير الأهم، وما أحسن قول ابن الوردي:
ثمّ ما يجب وجوب عين من ذلك كلّه هو ما يتوقّف أداء الواجب عليه غالباً، دون ما يطرأ نادراً، فإن حدث النّادر وجب التّعلّم حينئذ.
ولا يجب على المكلف تعلم جميع تفاصيل الأحكام، لكن يجب عليه قبل الإقدام على أي عمل أو ممارسة أن يعرف حكم الشرع فيه، فمن باع واشترى مثلا عليه معرفة الحكم قبل الإقدام عليه لئلا يقع في المحظور، وكذلك في سائر المعاملات، فيتعيّن على من يريد شيئاً من ذلك تعلّم أحكامه ليحترز عن الشّبهات والمكروهات، وكذا كلّ أهل الحرف، فكلّ من يمارس عملاً يجب عليه تعلّم الأحكام المتعلّقة به ليمتنع عن الحرام. ويجب أيضا العلم بما يفسد قلبه كالحسد ليجتنه.
وقد يكون تعلّم الفقه فرض كفاية، وهو ما لا بدّ للنّاس منه في إقامة دينهم، بوجود علماء بالفقه في كل بلد.
وقد يكون تعلّم الفقه نافلةً، وهو التّبحّر في أصول الأدلّة، والإمعان فيما وراء القدر الّذي يحصل به فرض الكفاية.
وقد فرض الله على الأمة الإسلامية تعلم أحكام الشرع والتفقه في الدين، كما أن من فروض الكفاية أن يتفرغ البعض للتعلم ليعلموا ذويهم وقومهم، قال الله تعالى: ﴿وَمَا كَانَ الْمُؤْمِنُونَ لِيَنْفِرُوا كَافَّةً فَلَوْلَا نَفَرَ مِنْ كُلِّ فِرْقَةٍ مِنْهُمْ طَائِفَةٌ لِيَتَفَقَّهُوا فِي الدِّينِ وَلِيُنْذِرُوا قَوْمَهُمْ إِذَا رَجَعُوا إِلَيْهِمْ لَعَلَّهُمْ يَحْذَرُونَ ۝١٢٢﴾ [التوبة:122] قال الطبري: «فقال بعضهم: وهو نفر كان من قوم كانوا بالبادية، بعثهم رسول الله ﷺ يعلمون الناس الإسلام، فلما نزل قوله: ﴿ما كان لأهل المدينة ومن حولهم من الأعراب أن يتخلفوا عن رسول الله﴾ انصرفوا عن البادية إلى النبي ﷺ خشية أن يكونوا ممن تخلف عنه، وممن عني بالآية، فأنزل الله في ذلك عذرهم بقوله: ﴿وما كان المؤمنون لينفروا كافة..﴾ وكره انصراف جميعهم من البادية إلى المدينة».

### فضل الفقه
يعد الفقه من أفضل العلوم، وفضله حاصل بنسبته للشرع، فهو من العلوم الشرعية المخصوصة بفضل نسبتها للشرع، فهو علم بأحكام الشرع والحلال والحرام وما لا بد منه من الأحكام، وبه يعلم المسلم حكم عباداته ومعاملاته الصحيح منها والباطل. وفضل الفقه كثير شهير، وفي الحديث: «من يرد الله به خيرا يفقهه في الدين.». وقد سماه الله خيرا فقال تعالى: ﴿ومن يؤت الحكمة فقد أوتي خيرا كثيرا﴾ وقد فسر الحكمة جماعة من علماء التفسير بعلم الفروع الذي هو علم الفقه. وجاء في الخلاصة وغيرها أن النظر في كتب الفقه بالمذاكرة والقراءة من غير سماع أفضل من قيام الليل، وتعلم الفقه أفضل من تعلم باقي القرآن وجميع الفقه لا بد منه. وكونه علم في الحلال والحرام وما لا بد منه من الأحكام كما قيل: 
وقيل أيضا:
قال ابن الوردي:
وقيل أيضا:
والمعنى: أن العابد إذا لم يكن فقيها ربما أدخل عليه الشيطان ما يفسد عبادته، وقيد الفقيه بالمتورع إشارة إلى ثمرة الفقه التي هي التقوى إذ بدونها يكون دون العابد الجاهل حيث استولى عليه الشيطان بالفعل. ويدل على فضل الفقيه على العابد حديث: «عن أبي هريرة عن النبي ﷺ قال: «ما عُبِدَ الله بشيء أفضل من فِقْهٍ في دين، وَلَفَقِيهٌ أَشَدُّ عَلَى الشَّيْطَانِ من ألف عابد، ولكل شيء عماد وعماد هذا الدين الفقه». فقال أبو هريرة: "لأَن أجلس ساعة فَأَفْقَهَ أَحَبُّ إِلَيَّ مِنْ أَنْ أُحْيِي اللَّيْلَةَ إِلَى الْغَدَاةِ»، وفي رواية: «لكل شيء قِوَامٌ، وَقِوَامُ الدِّينِ الْفِقْهُ».

#### فضل التفقه في الدين
وردت آيات وأحاديث في فضل الفقه والحثّ على تحصيله، ومن ذلك قول الله تعالى: ﴿وَمَا كَانَ الْمُؤْمِنُونَ لِيَنْفِرُوا كَافَّةً فَلَوْلَا نَفَرَ مِنْ كُلِّ فِرْقَةٍ مِنْهُمْ طَائِفَةٌ لِيَتَفَقَّهُوا فِي الدِّينِ وَلِيُنْذِرُوا قَوْمَهُمْ إِذَا رَجَعُوا إِلَيْهِمْ لَعَلَّهُمْ يَحْذَرُونَ ۝١٢٢﴾ [التوبة:122]، فقد جعل ولاية الإنذار والدّعوة للفقهاء، وهي وظيفة الأنبياء والرسل عليهم السلام. وفي الحديث: «عن ابن شهاب قال قال حميد بن عبد الرحمن سمعت معاوية خطيبا يقول: سمعت النبي ﷺ يقول: من يرد الله به خيرا يفقهه في الدين، وإنما أنا قاسم والله يعطي، ولن تزال هذه الأمة قائمة على أمر الله لا يضرهم من خالفهم حتى يأتي أمر الله». يدل الحديث على فضل التفقة في الدين، وأن المعطي في الحقيقة هو الله، وأن الفضل بيد الله يؤتيه من يشاء، وأن بعض هذه الأمة يبقى على الحق أبدا حتى تقوم الساعة، وأن الزمان لا يخلو من مجتهد. وفي الحديث إثبات الخير لمن تفقه في دين الله وأن ذلك لا يكون بالاكتساب فقط، بل لمن فتح الله عليه به، وأن من يفتح الله عليه بذلك لا يزال جنسه موجودا حتى يأتي أمر الله. والتفقه: تعلم قواعد الإسلام وما يتصل بها من الفروع. ومن لم يعرف أمور دينه لا يكون فقيها ولا طالب فقه فيصح أن يوصف بأنه ما أريد به الخير، وفي ذلك بيان ظاهر لفضل العلماء على سائر الناس، ولفضل التفقه في الدين على سائر العلوم. «خيرا» بالتنكير ليشمل القليل والكثير، والتنكير للتعظيم لأن المقام يقتضيه، ومفهوم الحديث أن من لم يتفقه في الدين فقد حرم الخير.
«عن زيد بن ثابت قال سمعت رسول الله ﷺ يقول: نضر الله امرأ سمع منا حديثا فحفظه حتى يبلغه فرب حامل فقه إلى من هو أفقه منه ورب حامل فقه ليس بفقيه».
معنى: «نضر الله» جعله ذا نضارة وهي البهاء ومنه قوله تعالى: ﴿وجوه يومئذ ناضرة﴾. قال الخطابي: معناه الدعاء له بالنضارة وهي النعمة والبهجة، يقال: نضره الله ونضره بالتخفيف والتثقيل وأجودهما التخفيف. وقال في النهاية: نضره ونضره وأنضره أي: نعمه ويروى بالتخفيف والتشديد من النضارة، وهي في الأصل حسن الوجه والبريق، وإنما أراد حسن خلقه وقدره. قال السيوطي: قال أبو عبد الله محمد بن أحمد بن جابر: أي: ألبسه نضرة وحسنا وخلوص لون وزينة وجمالا، أو أوصله الله لنضرة الجنة نعيما ونضارة. قال تعالى: ﴿ولقاهم نضرة وسرورا﴾، ﴿تعرف في وجوههم نضرة النعيم﴾. قال سفيان بن عيينة: ما من أحد يطلب حديثا إلا وفي وجهه نضرة، رواه الخطيب. قال القاضي أبو الطيب الطبري: "رأيت النبي ﷺ في النوم فقلت: يا رسول الله، أنت قلت: "نضر الله امرأ.." فذكرته كله ووجهه يستهل، فقال: «نعم أنا قلته».

### العلوم الشرعية
يعد الفقه أحد أنواع العلوم الشرعية، وقد كان العلم الشرعي في بداية التاريخ الإسلامي يحمل مصطلحا شاملا لعلم الشرع مطلقا، وبعد تطور العلوم وتدوينها واستقلال بعضها عن بعض أصبحت العلوم الشرعية متميزة عن بعضها بمواضيعها، وهي تتضمن: الإيمانيات وأحكام العقيدة الإسلامية، وتسمى: أصول الدين حيث يتفق عليها المسلمون، ولم يظهر تدوينها إلا بسبب ظهور الفرق المخالفة لمذهب السلف. وعلم التفسير وعلم الحديث وعلم الفقه والعلوم الآلية المساعدة مثل علم أصول الفقه وعلوم اللغة.

#### فقه الشرع الإسلامي
حث الشرع الإسلامي أمة الإسلام على فقه الشرع الإسلامي مقرونا بالنقل، فالعلم الشرعي هو النقل والفقه معا دون الاقتصار على أحدهما دون الآخر، ونقل الشرع هو أخذ ما شرعه الله على لسان نبيه من أحكام وتحمل ما أتى به الرسول من عند الله وروايته، وفي الحديث: «عن ابن عباس قال: قال رسول الله ﷺ: تسمعون ويسمع منكم ويسمع ممن سمع منكم». دل هذا على أهمية نقل الشرع وروايته واتباع ما جاء في الشرع من نصوص الكتاب والسنة. والفقه هو فهم هذا النقل ووعيه وتدبره وعدم الاخذ بظواهر النصوص في كل الأحوال. والعلم الشرعي لا يكون مقتصرا على النقل فقط، وحامل الفقه قد لا يكون فقيها، بخلاف الفقيه فإنه لا يكون فقيها إلا إذا كان له علم بالنقول الشرعية، ولا يكون مجتهدا إلا بذلك، ومن ثم فإن فقهاء الصحابة والتابعين كلهم علماء بالتفسير والحديث واللغة، وهكذا أئمة الفقه كلهم من علماء التفسير والحديث، كما أن من شروط الفقيه المجتهد في الشرع: أن يكون من علماء الحديث والتفسير، فذلك من أهم شروط الاجتهاد، ويظهر هذا جليا في عمل أئمة الففه حيث جمعوا بين علم الفقه وبين علم التفسير والحديث، فالأئمة الأربعة مثلا كل واحد منهم له مسند في الحديث فأبو حنيفة دون كتاب مسند أبي حنيفة، ومالك دون كتاب الموطأ، والشافعي دون كتاب مسند الشافعي، وأحمد دون كتاب مسند أحمد. ولعلم الفقه علاقة بعلم الحديث رواية ودراية باعتبار أن الحديث نقل ورواية لما جاء في الشرع، وعلم الفقه هو استنباط الأحكام الشرعية الفرعية من أدلتها بطريق الاجتهاد، فلا يقصد بالفقه تفسير معاني القرآن والحديث، ولا بيان معانيهما، فمرجع ذلك علم التفسير وعلم الحديث، ومعرفة الأحكام الشرعية التي دلت عليها نصوص الكتاب والسنة دلالة واضحة أو قطعية لا يعد فقها، إذ لا اجتهاد مع النص.
ونقل الشرع لازم لعلم الفقه دون العكس، وقد ورد الحث على فهم واستنباط الأحكام الشرعية، والدعاء لمن سمع الحديث النبوي وفهم ووعاه وبلغه، وحامل العلم قد لا يكون ذا فقه كما يدل عليه حديث: «عن الزهري عن محمد بن جبير بن مطعم عن أبيه قال: قام رسول الله ﷺ -بالخيف من منى- فقال: نضر الله عبدا سمع مقالتي فوعاها، ثم أداها إلى من لم يسمعها فرب حامل فقه لا فقه له، ورب حامل فقه إلى من هو أفقه منه، ثلاث لا يغل عليهن قلب مؤمن: إخلاص العمل لله، والنصيحة لأولي الأمر، ولزوم الجماعة، فإن دعوتهم تكون من ورائهم». وحامل العلم قد لا يكون فقيها، وقد يحمل الفقه إلى من هو أفقه منه، وقد جاء عن ابن مسعود حديث:
«عن عبد الرحمن بن يزيد قال: "كان عبد الله بن مسعود يمكث السنة لا يقول قال رسول الله ﷺ، فإذا قال: قال رسول الله ﷺ؛ أخذته الرعدة ويقول أو هكذا أو نحوه أو شبهه، وقال صَلَوَات اللَّه وسلامه عليه: "نَضَّرَ اللَّهُ امْرَء سمع مقالتي، فوعاها، فأداها كما سمعها، فرب مبلغ أوعى من سامع، ورب حامل فقه إلى من هو أفقه منه، ورب حامل فقه ليس بفقيه"». قال العيني: رب للتقليل لكنه كثر في الاستعمال للتكثير بحيث غلب حتى صارت كأنها حقيقة فيه. و«حامل فقه» أي: علم قد يكون فقيها ولا يكون أفقه فيحفظه ويبلغه «إلى من هو أفقه منه» فيستنبط منه ما لا يفهمه الحامل. «حامل فقه» أي: علم. «ليس بفقيه» لكن يحصل له الثواب لنفعه بالنقل، وفيه دليل على كراهية اختصار الحديث لمن ليس بالمتناهي في الفقه؛ لأنه إذا فعل ذلك فقطع طريق الاستنباط والاستدلال لمعاني الكلام من طريق التفهم، وفي ضمنه وجوب التفقه، والحث على استنباط معاني الحديث، واستخراج المكنون من سره. وفي صحيح سنن أبي داود، وسنن الترمذي: «عن زيد ابن ثابت، قال: سمعت رسول الله ﷺ يقول: "نضر الله امرء سمع مقالتي فوعاها فأداها كما سمعها فرب مبلغ أوعى من سامع، ورب حامل فقه إلى  من هو أفقه منه"».

## تاريخ الفقه

### نشأة الفقه في العصر النبوي
نشأ الفقه في الدين منذ بداية الدّعوة الإسلامية، وكان الصحابة يتعلمون الأحكام الشرعية ويتفقهون في دين الله خلال العصر النبوي الذي اختص بنزول الوحي فيه، حتى اكتمل الدين. وكانت مهمة الصحابة تعلم أحكام الشرع، وهو ما شرعه الله على لسان رسوله من أحكام، وأخذ كل ما أتى به الرسول من عند الله وحفظه ووعيه، وتدوين القرآن ثم الحديث ونقله وروايته وتعليمه للناس، والتفقه فيما أنزل الله على رسوله وأوحي به إليه من القرآن والحديث قال الله تعالى: ﴿وَاذْكُرْنَ مَا يُتْلَى فِي بُيُوتِكُنَّ مِنْ آيَاتِ اللَّهِ وَالْحِكْمَةِ إِنَّ اللَّهَ كَانَ لَطِيفًا خَبِيرًا ۝٣٤﴾ [الأحزاب:34] وقد فسرت آيات الله: بالقرآن، والحكمة هي: الحديث النبوي. فكان هو معلمهم الذي أخذوا من علمه، وتتبعوا ما جاء عنه من أقواله وأفعاله وتقريراته، فكان يرشدهم ويوجههم ويسدد خطاهم ويفقههم في الدين ويعينهم على التعليم والتعلم بالنصيحة والدعاء لهم بالخير، ويوضح لهم تعاليم الدين وقواعده التي تبنى عليها اجتهاداتهم وتقوم بها حجتهم، ويقوم على أساسها قياس الأشباه والنظائر في المسائل المستجدات التي تواجههم. ولم يكن علم الصحابة مقصورا على النقل ولا الأخذ بظواهر نصوص القرآن والسنة، بل كان لهم طرق للفقه فيما أخذوه من خطاب الله وخطاب رسوله وما فهموه منهما، والعلم بتفسير القرآن الذي نزل بلغتهم وعرفوا أسباب نزوله وعايشوا الوقائع، والعلم بما أخذوه من تفاصيل أحكام السنة النبوية، وكان لهم من ذلك معرفة واسعة بأحكام الدين.
وقد كان الاجتهاد في العصر النبوي قليل الوقوع في بعض الظروف، وكان في نزول الوحي ما يؤيده أو يبين حكمه. قال في البحر: «واختلف في علم النبي ﷺ الحاصل عن اجتهاد، هل يسمى فقها؟ والظاهر أنه باعتبار أنه دليل شرعي للحكم لا يسمى فقها، وباعتبار حصوله عن دليل شرعي يسمى فقها اصطلاحا».

### خصائص فقهاء الصحابة
اختص فقهاء الصحابة بمميزات مثل: طول الصحبة وكثرة المجالسة والأخذ، وفهم نصوص الشرع، وقوة الفهم والذكاء، والتوفيق والإلهام من الله لمن أراد له الخير وفقهه في الدين، وثبوت المكانة العلمية لبعضهم بنصوص الشرع مثل حديث: «أفرضكم زيد»، الحديث: «عن أنس رضي الله عنه قال: قال رسول الله ﷺ: «أرحم أمتي بأمتي أبو بكر، وأشدها في دين الله عمر، وأصدقها حياء عثمان، وأعلمها بالحلال والحرام معاذ ابن جبل، وأقرؤها لكتاب الله عز وجل أبي، وأعلمها بالفرائض زيد ابن ثابت، ولكل أمة أمين وأمين هذه الأمة أبو عبيدة ابن الجراح»». والدعاء كالحديث الذي تضمن الدعاء لعلي بن أبي طالب لما بعث إلى اليمن، والدعاء لابن عباس وغيره، والإجاز مثل تكليف بعض الصحابة للقيام بمهمة الولاية والقضاء والفتوى والتعليم، والأمر بالأخذ عن البعض مثل حديث: «عن ابن مسعود قال: قال رسول الله ﷺ: اقتدوا بالذين من بعدي من أصحابي: أبي بكر وعمر، واهتدوا بهدي عمار، وتمسكوا بعهد ابن مسعود».

### في زمن الخلفاء الراشدين

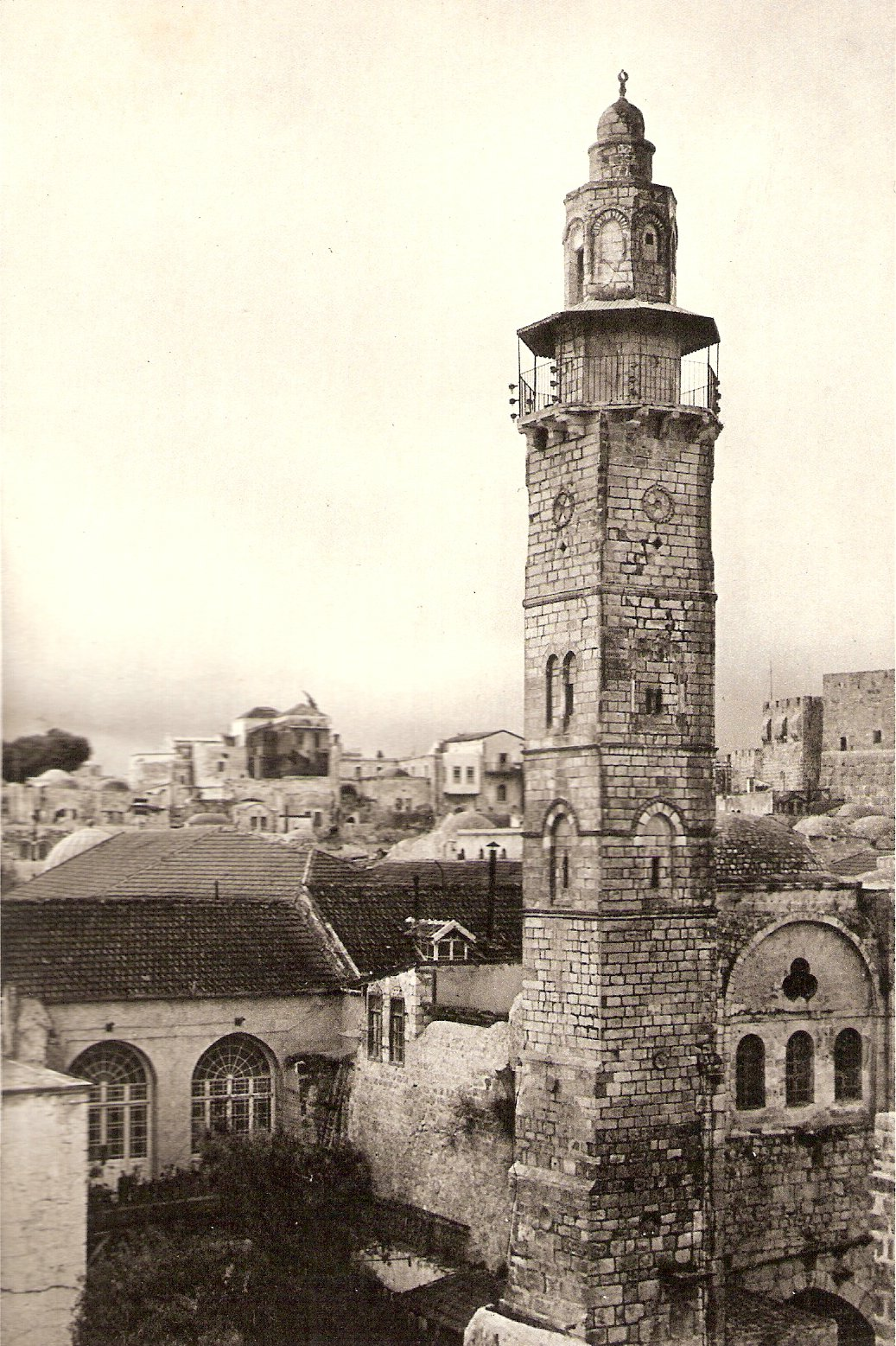
مئذنة مسجد عمر بن الخطاب في القدس سنة 1925.

كان الفقه زمن الخلفاء الراشدين (11 هـ/ 40 هـ) في بداياته الأولى محل اهتمام الخلفاء الأربعة الذين اختارهم الصحابة للخلافة لكونهم من أعلم الصحابة وأفقههم في الدين. وقد عملوا على وضع البذرات الأولى لتأسيس المدارس الفقهية من خلال مجهوداتهم الفقهية ونشر العلم. وكان الصحابة لا يقدمون للخلافة إلا إماما مجتهدا يكون من أعلمهم وأفقههم، حيث أمكن فيمن يتولى الخلافة اجتماع الفقه والخبرة السياسية والعسكرية. وكان كل واحد من الخلفاء الأربعة إماما مجتهدا يتولى كل واحد منهم بنفسه القضاء وفصل الخصومات بين الناس والإفتاء والاجتهاد في المسائل المستجدات. وبعد انتهاء فترة التشريع بانقطاع الوحي بانتهاء العصر النبوي دخلت مرحلة جديدة وأولها فترة خلافة: أبي بكر الصديق أول الخلفاء الراشدين، وكان يجمع كبار علماء الصحابة يستشيرهم، وهو أول من جمع القرآن في مصحف واحد باجتهاد منه وافقه عليه الصحابة، واجتهد في قتال مانعي الزكاة من أهل الشهادتين البغاة، وقاتلهم بحق الإسلام، أما الذين أعلنوا الكفر بعد إسلامهم فقتالهم بسبب الردة سواء منعوا الزكاة أم لا. وتولى من بعده عمر بن الخطاب ثاني الخلفاء الراشدين، وكانت له اجتهادات فقهية وأقوال أخذت عنه، وكان يبعث الفقهاء من الصحابة إلى الأمصار ليعلموا الناس أمور دينهم.
وعن محمد بن سهل بن أبي خيثمة عن أبيه أنه قال: «كان الذين يفتون على عهد رسول الله ﷺ ثلاثة من المهاجرين وثلاثة من الأنصار: عمر وعثمان وعلي وأبي بن كعب ومعاذ بن جبل وزيد بن ثابت». وكان ابن عباس إذا سئل عن الشيء فإن لم يكن في كتاب الله وسنة رسوله قال بقول أبي بكر، فإن لم يكن فبقول عمر.
وتولى من بعده عثمان بن عفان ثالث الخلفاء الراشدين، كان من كبار الفقهاء وأهل الفقه والرأي والمشورة والإفتاء والقضاء. وعن عبد الرحمن بن القاسم عن أبيه أن أبا بكر كان إذا نزل به أمر يريد فيه مشاورة أهل الرأي والفقه دعا رجالا من المهاجرين والأنصار، دعا عمر وعثمان وعليا وعبد الرحمن ومعاذ بن جبل وأبي بن كعب وزيد بن ثابت. وتولى من بعده علي بن أبي طالب رابع الخلفاء الراشدين وكانت له اجتهادت فقهية أخذت عنه، وكان من كبار فقهاء الصحابة.

### في عصر الصحابة
كان الفقه في زمن الصحابة (11 هـ= 100 هـ) مميزا عما بعده باعتبار أنهم أخذوا وتعلموا في زمن نزول الوحي وتفقهوا من العلم النبوي، وقد اختص كبار الصحابة بمزيد اهتمام في تعلم الأحكام وفهمها، وكانوا مراجع للمسلمين، واشتهرت المدينة المنورة بعد العصر النبوي بوجود جمهور فقهاء الصحابة، الذين كانوا مرجعا أساسيا للمسلمين للتعليم والفتوى، وكانت لهم اجتهادات ومذاهب فقهية، وكان الناس يأخذون منهم أحكام الشرع ويستفتونهم، فيعلمون الناس ويفتونهم بما تعلموه، وكان الخلفاء الراشدون يختارون الأكفاء من العلماء والفقهاء للولايات والقضاء والتعليم، وبمرور الوقت وتفرق الصحابة في البلدان ظهرت أمور جديدة ليس من الكتاب ولا من السنة نص صريح يدل عليها بخصوصها، وكان الصحابة يتوقفون عن الفتوى، لكن تستدعي الظروف أن يفصل في الحكم بالاجتهاد، ولم يكن كل الصحابة مجتهدين بل كان الاجتهاد مختصا بكبار علماء الصحابة. وكان المجتهد يتتبع أقوال الصحابة وما لديهم في المسألة، ويعتمد عند التعارض على قواعد مثل: تقديم ما توافق عليه جمهور الصحابة، أو بحسب الدليل، وجودة الاستدلال، وغير ذلك، غير أن الذي اشتهر منهم بالفتاوى والأحكام وتكلم في الحلال والحرام جماعة مخصوصة، منهم: الخلفاء الأربعة: (أبو بكر الصديق وعمر بن الخطاب وعثمان بن عفان وعلي بن أبي طالب) وعبد الله بن مسعود وأبو موسى الأشعري وأبي بن كعب ومعاذ بن جبل وزيد بن ثابت وأبو الدرداء وأم المؤمنين عائشة وانتقل فقه هؤلاء إلى طبقة أخرى من الصحابة وكان أشهرهم العبادلة الأربعة وهم: عبد الله بن العباس وعبد الله بن عمر بن الخطاب وعبد الله بن الزبير بن العوام وعبد الله بن عمرو بن العاص.

### في زمن التابعين والعصور الإسلامية
تطور الفقه في زمن التابعين بفضل جهود الصحابة الذين عملوا على تبليغ الدين للتابعين وتوضيح المشكلات، وتأسيس مدارس تعليمية في البلدان، وأخذ عنهم التابعون. وانتقل فقه الصحابة إلى كبار التابعين وكان من أشهرهم بحسب البلدان: فقيه مكة عطاء وفقيه المدينة سعيد بن المسيب وفقيه اليمن طاوس وفقيه اليمامة يحيى بن أبي كثير وفقيه البصرة الحسن وفقيه الكوفة إبراهيم النخعي وفقيه الشام مكحول وفقيه خراسان عطاء الخراساني.
انتقل فقه التابعين إلى من بعدهم من طبقات الفقهاء، واشتهر من خلال ذلك ظهور أئمة الفقه الذين عملوا على تأسيس المذاهب الفقهية ووضع أصول مذاهبهم، وترجموا ذلك من خلال تدوين مذاهبهم، لكن هناك مذاهب لم يكتب لها استمرا الأخذ بها، وبقيت المذاهب الفقهية الكبرى التي تميزت بقبول واسع وأخذ بها الناس وعملوا بها على مدى قرون من التاريخ الإسلامي، وحظيت بالاهتمام بنقلها وتجديد البحث فيها، وكانت مراجع للإفتاء والقضاء والتعليم. ويمكن القول أن القرون الثلاثة الأولى من التاريخ الهجري كانت الفترة الزمنية لتأسيس المذاهب الفقهية وتدوين أصولها وقواعدها وتمهيد الأحكام، وشهد الفقه بعد ذلك تطورا ملحوظا على يد الفقهاء الذين كانت لهم مجهودات علمية في تخريج المسائل ونقل المذاهب وتحريرها وتنقيحها والترجيح والتدوين، وظهر من خلال هذا وضع مصطلحات فقهية ورموز وتسميات وتعاريف وشروح وغيرها، ودونت كتب الأصول والفروع والقواعد والطبقات وغيرها، وبذلك نضج الفقه وفرغ العلماء من تمهيد الأحكام ومعاقد الإجماع، واستكمل بناء المذاهب الفقهية بمجهودات متعاقبة.

### فقهاء الصحابة
فقهاء الصحابة كثيرون لكن اختص منهم الذين اشتهروا بالفقه وكانوا أئمة للصحابة، ومن كبار أعلام فقهاء الصحابة الذين تميزوا بمكانتهم العلمية في العصر النبوي ومنذ بداية عصر الخلفاء، وكانوا مرجعا للمسلمين، وكانت لهم اجتهادات فقهية. قال أبو إسحاق الشيرازي: «اعلم أن أكثر أصحاب رسول الله ﷺ الذين صحبوه ولازموه كانوا فقهاء..»، وقال أيضا: «ولأن من نظر فيما نقلوه عن رسول الله ﷺ من أقواله، وتأمل ما وصفوه من أفعاله في العبادات وغيرها؛ اضطر إلى العلم بفقههم وفضلهم. غير أن الذي اشتهر منهم بالفتاوى والأحكام وتكلم في الحلال والحرام جماعة مخصوصة». ومنهم الخلفاء الراشدون وهم: (أبو بكر الصديق وعمر وعثمان وعلي)، ولا يختار الصحابة للخلافة إلا فقيها مجتهدا، وعبد الله بن مسعود أحد كبار فقهاء الصحابة وفي الحديث: «رضيت لأمتي ما رضي لها ابن أم عبد». يعني: ابن مسعود. وبعثه عمر ابن الخطاب إلى الكوفة قاضيا ووزيرا. وأبو موسى الأشعري وفي الحديث: «عن أبي بردة قال بعث رسول الله ﷺ أبا موسى ومعاذ بن جبل إلى اليمن». واختياره وتوليته دليل على فطنته وعلمه، واعتمد عليه عمر ثم عثمان ثم علي. وولاه عمر على البصرة. قال مسروق: «كان العلم في ستة نفر من أصحاب رسول الله ﷺ يصفهم أهل الكوفة: عمر وعلي وعبد الله وأبو موسى وأبي وزيد بن ثابت». وأبي بن كعب وقد تحاكم إليه عمر والعباس في دار كانت للعباس إلى جانب المسجد فقضى للعباس على عمر، ولا يتولى القضاء بين كبار الصحابة إلا عالم مجتهد. وقال مسروق: شاممت أصحاب رسول الله ﷺ فوجدت علمهم انتهى إلى هؤلاء الستة: عمر وعلي وعبد الله وأبي وأبي الدرداء وزيد بن ثابت رضي الله عنهم. ومعاذ بن جبل بن عمرو بن أوس الخزرجي الذي يعد من أعلام الصحابة وكبار فقهائهم، ومن الذين تصدروا للإفتاء منذ العصر النبوي، وقد وردت فيه أحاديث كثيرة هي بمثابة شهادة له بمكانته العلمية، ومنها اختياره للولاية والقضاء وتعليم الناس، وكل هذا لا يتأتى إلا لمن اختص بمكانة علمية، كما أنه لا يكون إقرار أحد بالولاية والقضاء إلا إن كان إماما مجتهدا. وزيد بن ثابت بن الضحاك الخزرجي، من كبار فقهاء الصحابة وأحد فقهاء المدينة جاء فيه حديث: «أفرضهم زيد». قال سليمان بن يسار: كان عمر وعثمان لا يقدمان على زيد بن ثابت أحدا في القضاء والفتوى والفرائض والقراءة. وخطب عمر رضي الله عنه بالجابية فقال: من أراد أن يسأل عن الفرائض فليأت زيد بن ثابت. وقال مسروق: دخلت المدينة فوجدت بها من الراسخين في العلم زيد ابن ثابت. وأبو الدرداء، قال معاذ حين حضرته الوفاة وقيل له: أوصنا، فقال: التمسوا العلم عند ابن أم عبد وعويمر أبي الدرداء وسلمان وعبد الله بن سلام. وعن أبي الدرداء أنه قال: سلوني فوالذي نفسي بيده لئن فقدتمون لتفقدن رجلا عظيما من أمة محمد ﷺ. وأم المؤمنين عائشة بنت أبي بكر الصديق
وقد جاء: «عن علي بن أبي طالب كرم الله وجهه أنه قال: لو كانت امرأة تكون خليفة لكانت عائشة خليفة». وقال أبو موسى الأشعري: «ما أشكل على أصحاب رسول الله ﷺ شيء فسألنا عنه عائشة إلا وجدنا عندها منه علما». وانتقل علم هؤلاء إلى طبقة أخرى من الصحابة واشتهر منهم: العبادلة.

### العبادلة
اشتهر بالعلم من فقهاء الصحابة العبادلة وهم: عبد الله بن العباس بن عبد المطلب. كان يسمى: البحر لغزارة علمه وفي الحديث: "أن النبي صلى الله عليه وسلم دعا له فقال: اللهم علمه التأويل و فقهه في الدين. وقال عبد الله: كان عمر بن الخطاب يسألني مع الأكابر من أصحاب محمد ﷺ وكان يقول: لا يتكلم حتى يتكلموا. وقال ابن عمر: نعم ترجمان القرآن ابن عباس. وقالت عائشة رضي الله عنها: من استعمل على الموسم العام؟ قالوا: ابن عباس قالت: هو أعلم الناس بالحج. وعبد الله بن عمر بن الخطاب من كبار فقهاء الصحابة في المدينة المنورة. وعبد الله بن الزبير بن العوام. قال القاسم: ما كان أحد أعلم بالمناسك من ابن الزبير. وعبد الله بن عمرو بن العاص السهمي
وكان يفتي في الصحابة.

### أخذ الفقه عن الصحابة
انتقل فقه كبار الصحابة إلى طبقة أحداث الصحابة وكبار التابعين، وانتقل فقه الصحابة إلى التابعين. قال عبد الرحمن بن زيد بن أسلم: لما مات العبادلة «عبد الله بن عباس وعبد الله بن الزبير وعبد الله بن عمر وعبد الله بن عمرو بن العاص»: صار الفقه في جميع البلدان إلى الموالي إلا المدينة.
وممن أخذ عنه الفقه من الصحابة الذين تصدروا للإفتاء وتعليم الناس، قال زياد بن مينا: «كان ابن عباس وابن عمر وأبو سعيد الخدري وأبو هريرة وجابر بن عبد الله ورافع بن خديج وسلمة بن الأكوع وأبو واقد الليثي وعبد الله بن بحينة مع أشباه لهم من أصحاب رسول الله ﷺ يفتون بالمدينة ويحدثون عن رسول الله ﷺ من لدن توفي عثمان بن عفان إلى أن توفوا». والذين صارت الفتوى إليهم منهم: ابن عباس وابن عمر وأبو سعيد الخدري وأبو هريرة وجابر بن عبد الله الأنصاري. وممن نقل عنه الفقه من الصحابة: أنس بن مالك، والذين بعثهم الخلفاء إلى البلدان ليعلموا الناس مثل: العشرة من الصحابة الذين بعثهم عمر بن الخطاب ليفقهوا الناس في البصرة، وكان منهم: عبد الله بن مغفل وعمران بن حصين وغيرهما.
ونقل الفقهاء عن غير هؤلاء مثل: طلحة بن عبيد الله والزبير بن العوام وسعد بن أبي وقاص وسعيد بن زيد بن عمرو بن نفيل وعبد الرحمن بن عوف وأبي عبيدة بن الجراح وحذيفة بن اليمان والحسن والحسين ومعاوية بن أبي سفيان وعمرو بن العاص وخالد بن الوليد والمسور بن مخرمة والضحاك بن قيس وعمار بن ياسر وأبي ذر الغفاري وأبو بصرة الغفاري وسلمان الفارسي وعبادة بن الصامت وشداد بن أوس وفضالة بن عبيد الأنصاري وأبو مسعود البدري وأبو أيوب الأنصاري وأبو قتادة الأنصاري وأبو طلحة الأنصاري وأبو أسيد مالك بن ربيعة الأنصاري والنعمان بن بشير والبراء بن عازب وزيد بن أرقم وأبو حميد الساعدي وعبد الله بن يزيد الخطمي وسهل بن سعد الساعدي وبريدة الأسلمي وأبو برزة الأسلمي وعبد الله بن أبي أوفى الأسلمي وواثلة بن الأسقع الليثي وأبو أمامة الباهلي وعقبة بن عامر الجهني وسمرة بن جندب الفزاري وعبد الرحمن بن أبزي وغيرهم. ومن النساء فاطمة بنت رسول الله وحفصة بنت عمر وأم سلمة وأم حبيبة وأسماء بنت أبي بكر وأم الفضل بنت الحارث وأم هانئ بنت أبي طالب.

## تأسيس المدارس الفقهية

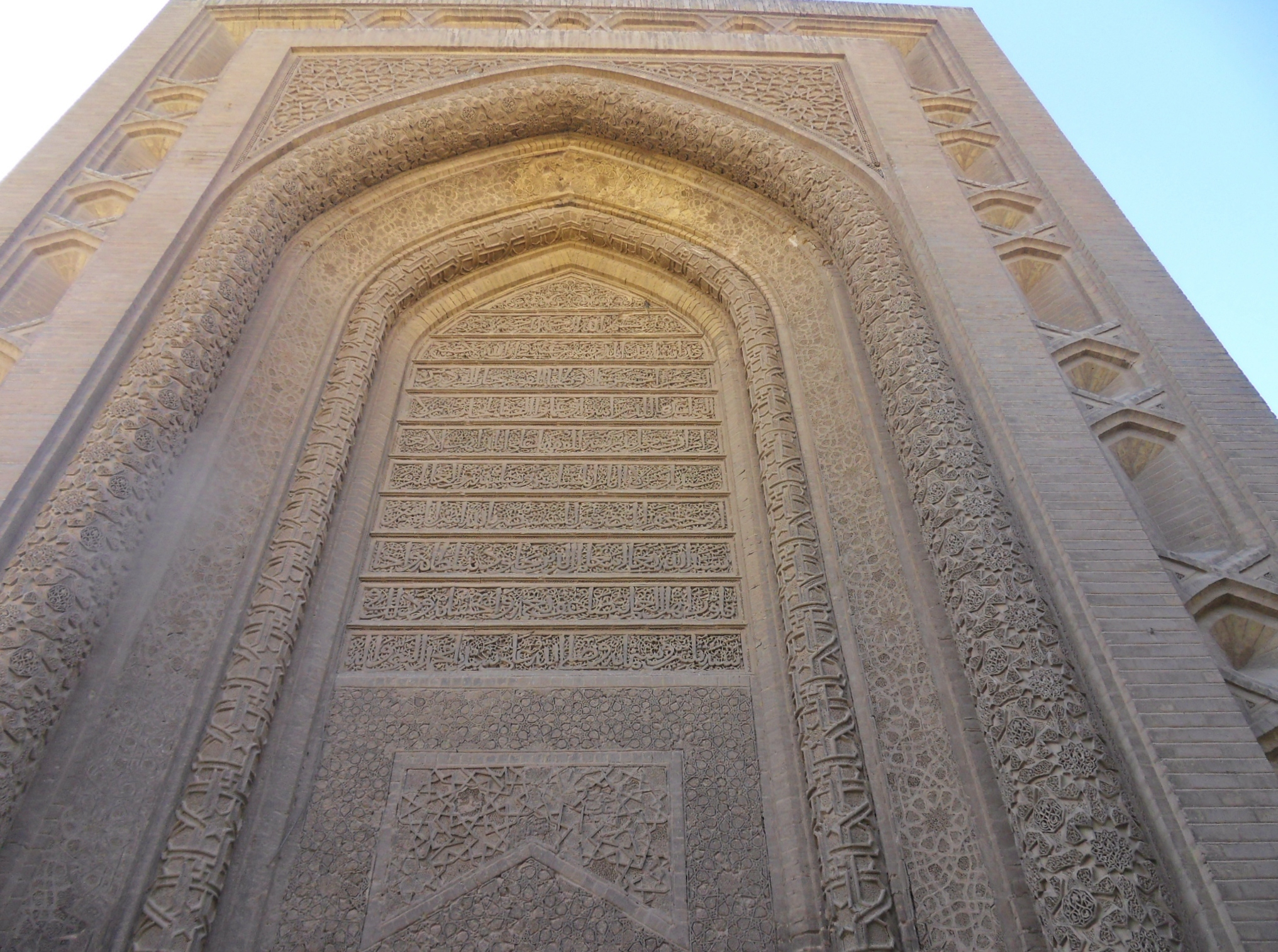
المدرسة المستنصرية في بغداد أول جامعة تدرس المذاهب الأربعة.

المدارس الفقهية هي عبارة عن مجموعة من الباحثين المتخصصين ذوي الخبرة والكفاءة العلمية لدراسة علم الفقه والبحث فيه، وفق مناهج علمية، واستنتاج الأحكام الشرعية من أدلتها. وتطلق المدرسة أيضا على مكان الدراسة، إلا أن المقصود به الفقهاء المجتهدون في مجال الدراسات الفقهية والمذاهب الفقهية، وبدأ تأسيسها من خلال جهود فقهاء الصحابة في نقل أحكام الشرع والتفقه فيه والتخصص في الدراسة الفقهية. واختص من بين أعلام الصحابة أفراد هم أكثر الصحابة علما بالدين وفهما وحفظا، والذين أجازهم رسول الله أو دعا لهم، أو شهد لهم بالمكانة العلمية، أو حث على الأخذ والتعلم منهم، أو كلفهم بمهمة الإفتاء والقضاء، أو اختارهم الصحابة للخلافة حيث لا يتولى الخلافة إلا من بلغ رتبة الاجتهاد، والذين تميزوا بالفطنة والذكاء، وقوة الفهم والإدراك، وجودة الرأي، وفقه النفس، وحسن الاستدلال. والذين تفرغوا للتفقه في الدين، والتعليم والإفتاء. والذين شهد لهم أكثر الصحابة بمكانتهم العلمية، وأقروهم وأخذوا عنهم ووافقوهم. وكانت لهم اجتهادات ومذاهب فقهية، وقد تتلمذ على يد كبار فقهاء الصحابة كثير من الصحابة والتابعين وتابعيهم، واختص من بين هؤلاء مجموعة من الفقهاء تفرغوا للدراسات الفقهية وكانت لهم مجهودات علمية، وعملت هذه التخصصات البذرة الأولى لتأسيس المدارس الفقهية في الحجاز والعراق والشام واليمن ومصر، وظهرت منها المذاهب الفقهية.

### مدارس الفقهاء بحسب البلدان

#### فقهاء المدينة المنورة

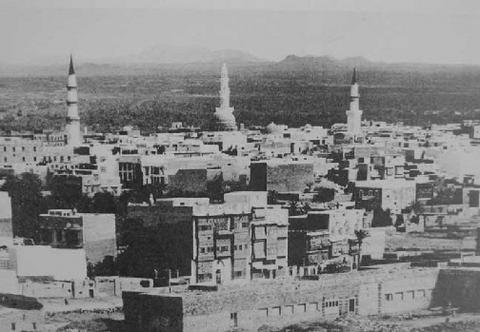
منظر قديم للمدينة المنورة.

من أشهر مدارس فقه الصحابة مدرسة المدينة المنورة بالحجاز، وأشهر أعلامها زيد بن ثابت، وأشهر من أخذ عن زيد عشرة من فقهاء المدينة: سعيد بن المسيب وأبو سلمة بن عبد الرحمن وعبيد الله بن عبد الله بن عتبة بن مسعود وعروة بن الزبير وأبو بكر بن عبد الرحمن وخارجة بن زيد وسليمان بن يسار وأبان بن عثمان وقبيصة بن ذؤيب والقاسم بن محمد. وأشهر من أخذ عنهم محمد بن مسلم الزهري وعنه أخذ الإمام مالك بن أنس.[بحاجة لمصدر]
فقهاء التابعين بالمدينة منهم: الفقهاء السبعة: سعيد بن المسيب وعروة ابن الزبير بن العوام والقاسم بن محمد بن أبي بكر الصديق وأبو بكر بن عبد الرحمن ابن الحارث بن هشام بن المغيرة المخزومي وعبيد الله بن عبد الله بن عتبة وخارجة ابن زيد بن ثابت وسليمان بن يسار. ومن فقهاء المدينة المنورة من التابعين غير هؤلاء السبعة: سالم بن عبد الله ابن عمر ابن الخطاب وأبو سلمة بن عبد الرحمن بن عوف الزهري ومحمد بن علي بن أبي طالب وقبيصة بن ذؤيب ابن عمرو الخزاعي وعبد الملك بن مروان.
الطبقة الثانية منهم: علي بن الحسين ابن علي بن أبي طالب والحسن بن محمد بن الحنفية وأبو بكر محمد بن مسلم بن عبيد الله ابن شهاب الزهري وعمر بن عبد العزيز ومحمد بن علي بن الحسين ابن علي بن أبي طالب وعبد الرحمن بن القاسم بن محمد ابن أبي بكر الصديق وربيعة بن أبي عبد الرحمن وأبو الزناد (عبد الله بن ذكوان) وعبد الله بن زيد بن هرمز وأبو سعيد يحيى بن سعيد بن قيس الأنصاري، ثم الطبقة الثالثة من بعدهم: ابن أبي ذئب وابن أبي سلمة الماجشون وابن أبي سبرة وكثير بن فرقد المدني ومالك بن أنس.[بحاجة لمصدر]

#### فقهاء مكة

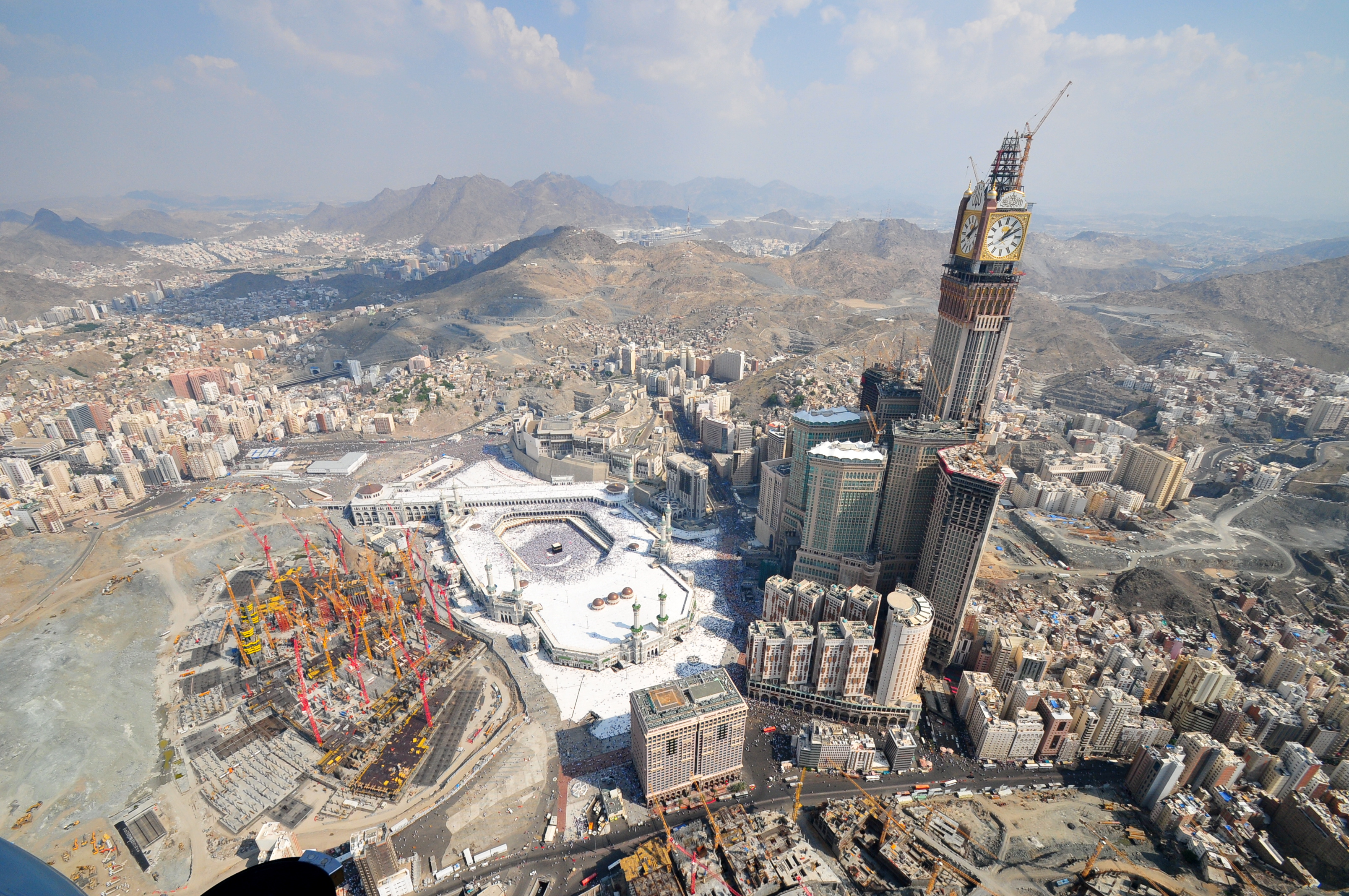
صورة لمكة

مدرسة مكة واشتهر فيها مذهب ابن عباس ومن أشهر تلامذته الفقهاء: عكرمة، وعطاء، وطاووس، وسعيد بن جبير، وعنهم أخذ عمرو بن دينار، وابن جريج، وعبد الله بن دينار، وغيرهم. وأخذ عنهم الإمام مالك وغيره. وأخذ الفقه عن ابن عباس جماعة منهم: مجاهد وعبيد الله بن عبد الله بن عتبة بن مسعود وأبو الشعثاء جابر بن زيد وابن أبي مليكة وميمون بن مهران الرقي وعمرو بن دينار.
فقهاء التابعين بمكة منهم: عطاء بن أبي رباح ومجاهد بن جبر وابن أبي مليكة وعمرو بن دينار وعكرمة مولى ابن عباس. ثم انتقل الفقه إلى طبقة ثانية ومنهم: عبد الله ابن أبي نجيح، وابن جريج. ثم انتقل الفقه إلى طبقة ثالثة ومنهم: مسلم بن خالد الزنجي وعنه أخذ الشافعي الفقه. ثم انتقل الفقه إلى طبقة أخرى اشتهر منها: محمد بن إدريس الشافعي مؤسس المذهب الشافعي.

#### فقهاء اليمن والشام والجزيرة ومصر
أشهر فقهاء الطبقة الأولى من فقهاء الصحابة في اليمن: علي بن أبي طالب وأبو موسى الأشعري ومعاذ بن جبل، ثم فقهاء التابعين في باليمن واشتهر منهم:طاوس بن كيسان اليماني، وعطاء بن مركبوذ، وأبو الأشعث شراحيل بن شرحبيل الصنعاني، نزل دمشق ومات بها، وحنش بن عبد الله الصنعاني، ووهب بن منبه.
واشتهر من فقهاء التابعين بالشام والجزيرة: أبو إدريس الخولاني وشهر بن حوشب الأشعري، ثم انتقل الفقه إلى طبقة ثانية ومنهم: عبد الله بن أبي زكريا. وهاني بن كلثوم. ورجاء بن حيوة ومكحول الشامي، ومنهم أبو أيوب سليمان بن موسى أبو الربيع الأشدق، توفي بالشام سنة 119 هـ.
ثم انتقلت الفتوى بالشام إلى: الأوزاعي وسعيد بن عبد العزيز التنوخي. ومنهم: يزيد بن يزيد بن جابر، وعبد الرحمن بن يزيد بن جابر، وأبو الهذيل محمد بن الوليد بن عامر الزبيدي، ويحيى بن يحيى الغساني وكان مفتي أهل دمشق. وثبتت الفتيا بالشام على مذهب الأوزاعي وسعيد بن عبد العزيز. ومن فقهاء التابعين بالجزيرة: ميمون بن مهران.
وفقهاء التابعين بمصر ومنهم: الصنابحي، والجيشاني، وهما من أصحاب عمر. ثم انتقل إلى طبقة أخرى، ومنهم: أبو الخير مرثد بن عبد الله اليزني، قاضي الإسكندرية، أخذ عنه أبو رجاء يزيد بن أبي حبيب. وكان ممن انتقل إليه الفقه: بكير بن عبد الله بن الأشج وأبو أمية عمرو بن الحارث، ثم انتهى علم هؤلاء إلى أبي الحارث الليث بن سعد بن عبد الرحمن، مؤسس مذهب فقهي.

### فقهاء العراق

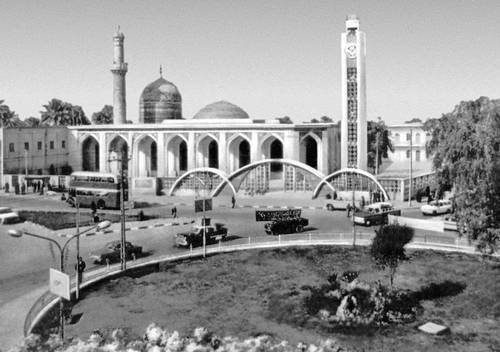
جامع الإمام الأعظم في بغداد عام 1960م

#### فقهاء الكوفة

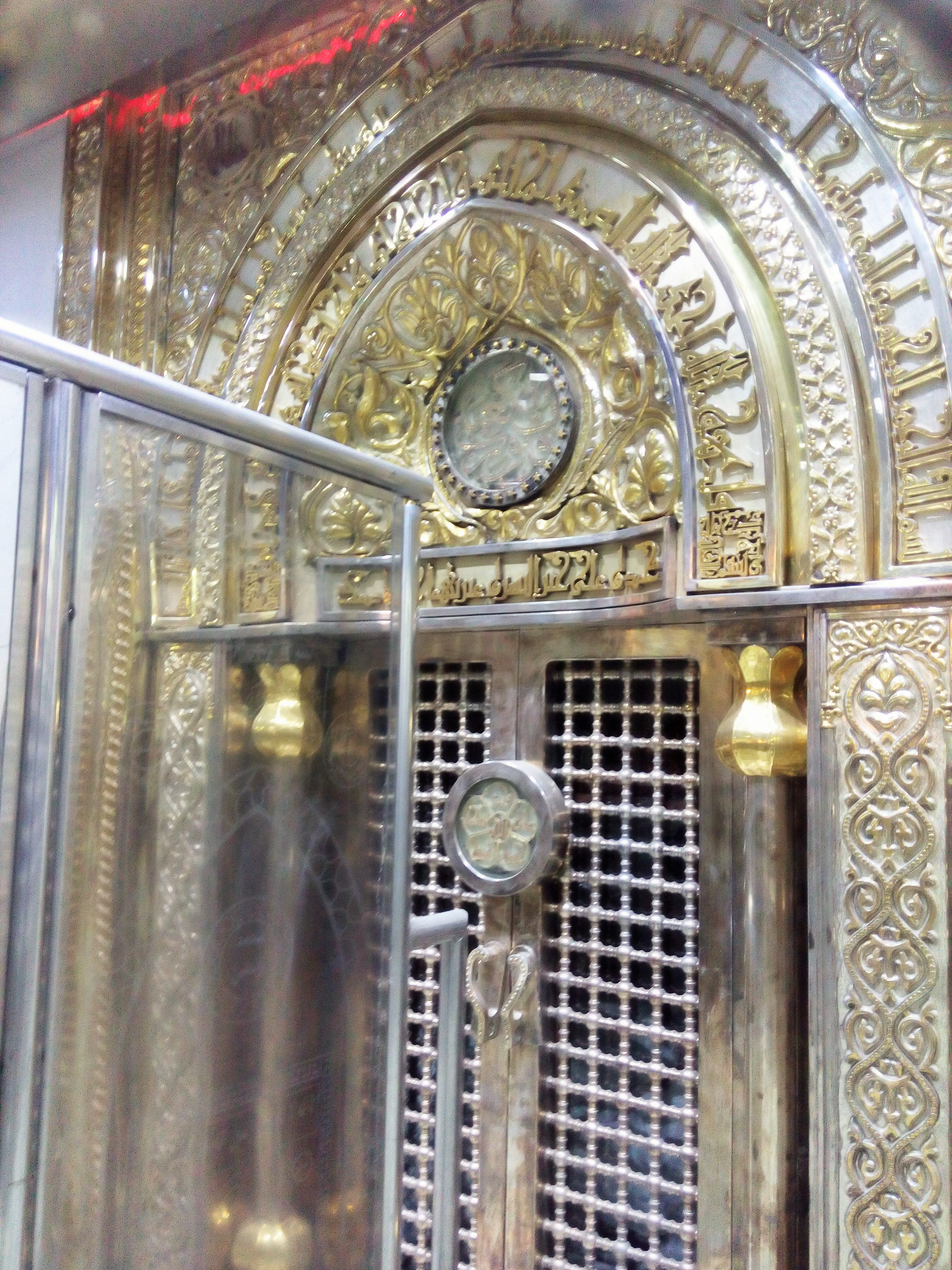
محراب مسجد الكوفة

مدرسة الكوفة بالعراق: واشتهرت بفقه ابن مسعود وهو من كبار فقهاء الصحابة، ومن أكثرهم فقها للكتاب والسنة، وملازمة لرسول الله صلى الله عليه وسلم، كما نصت على ذلك كتب التراجم، وثبت بنص الحديث الأمر بأن يؤخذ عنه. وقد اشتهر فقه ابن مسعود في الكوفة، وأخذ عنه فقهاء العراق وغيرهم، وكان من أشهر التابعين الذين أخذوا مذهبه: علقمة بن قيس، والأسود بن يزيد، ومسروق بن الأجدع، وعبيدة بن عمرو السلماني وشريح القاضي والحارث الهمداني، وهؤلاء الستة المذكورون هم أصحاب عبد الله بن مسعود. ومنهم عمرو ابن شرحبيل الهمداني وغيره. قال الشعبي: «ما كان من أصحاب النبي ﷺ أفقه صاحا من عبد الله بن مسعود». وقال سعيد بن جبير: كان أصحاب عبد الله سرج هذه القرية، وقال فيهم الشاعر:
ثم انتقل الفقه إلى طبقة أخرى منهم: الشعبي، وسعيد بن جبير وإبراهيم النخعي، ثم انتقل الفقه بعد ذلك إلى طبقة أخرى منهم: الحكم بن عتيبة، وحماد بن أبي سليمان تفقه بإبراهيم النخعي، وأخذ أبو حنيفة عنه الفقه. وحبيب بن أبي ثابت، والحارث بن يزيد العكلي، والمغيرة بن مقسم الضبي وأبو معشر زياد بن كليب بن تميم الحنظلي، والقعقاع بن يزيد، والأعمش، ومنصور بن المعتمر، أخذوا العلم عن الشعبي والنخعي. وابن شبرمة وابن أبي ليلى ثم حصل الفقه والفتيا في: سفيان الثوري. ونقل عنه أبو إسحاق إبراهيم بن محمد الفزاري وعبد الله بن المبارك وحسان بن عبيد، وزيد بن أبي الزرقاء، ووكيع، والحسين بن حفص، ومحمد بن يوسف الفريابي وأبو يحيى محمد بن عبد الوهاب القناد الكوفي، والقاسم بن يزيد الجرمي. ومنهم: الحسن بن صالح بن حي بن مسلم بن حيان الهمداني، شريك بن عبد الله بن أبي شريك النخعي. وأبو حنيفة النعمان مؤسس المذهب الحنفي.

#### فقهاء البصرة
فقهاء التابعين بالبصرة واشتهر منهم: الحسن البصري. وجابر بن زيد الأزدي، ومحمد بن سيرين، ورفيع بن مهران، وحميد بن عبد الرحمن الحميري، ومسلم بن يسار، وعبد الله بن زيد بن عمرو الجرمي. ثم انتقل الفقه إلى طبقة أخرى منهم: أبو الخطاب قتادة بن دعامة السدوسي، أبو بكر أيوب بن أبي تميمة السختياني، ويونس بن عبيد، وأبو عون عبد الله بن عون بن أرطبان. أو ابن أبي ظبيان، وأبو هانئ أشعث بن عبد الملك الحمراني. وهو من أصحاب الحسن البصري، وإسماعيل بن مسلم المكي، وهو من أصحاب الحسن البصري، وهشام الدستوائي. وهو من أصحاب الحسن وابن سيرين، وداود بن أبي هند: أخذ عن الحسن البصري وابن سيرين وسعيد ابن المسيب والشعبي، وحميد بن تيرويه الطويل. ثم بعد هؤلاء: أبو عمرو عثمان بن سليمان البتي. ثم: سوار بن عبد الله القاضي. ثم بعد هؤلاء: عبيد الله بن الحسن بن الحصين العنبري، ثم بعد هؤلاء: أبو سعيد عبد الرحمن بن مهدي بن حسان العنبري.

### فقهاء بغداد
فقهاء بغداد في عصر الأئمة المتقدمين يقصد بهم أصحاب المذاهب الفقهية بعد أبي حنيفة ومالك والشافعي، وأشهرهم:
- أبو عبد الله أحمد بن محمد بن حنبل بن هلال الشيباني.[93] كان أحد رواة المذهب الشافعي، ثم استقل بوضع مذهب آخر يعد رابع المذاهب الفقهية الكبرى.
- أبو ثور إبراهيم بن خالد بن أبي اليمان الكلبي، وهو من رواة المذهب الشافعي، بصفة مجتهد مطلق منتسب.
- أبو عبيد القاسم بن سلام البغدادي.
- أبو سليمان داود بن علي بن خلف الأصفهاني.[94]
- أبو جعفر محمد بن جرير بن يزيد الطبري، أحد رواة المذهب الشافعي بصفة مجتهد مطلق منتسب.

### فقهاء خراسان
- عطاء بن أبي مسلم الخراساني.
- أبو القاسم الضحاك بن مزاحم الهلالي.
- أبو عبد الرحمن عبد الله بن المبارك المروزي.
- أبو يعقوب إسحاق بن إبراهيم بن مخلد الحنظلي المروزي المعروف (بـابن راهويه).

#### فقهاء الأندلس والمغرب
بعد انتشار الإسلام في الشام ومصر في عصر الخليفة عمر بن الخطاب ثم في أفريقية في عصر الخليفة عثمان بن عفان، ثم الأندلس والمغرب في عصر الدولة الأموية كان هناك جهود بارزة لأعلام الفقه بدء من فقهاء الصحابة ثم فقهاء التابعين. وقد اشتهر في الحجاز فقه الإمام مالك بن أنس وكان أغلب فقهاء تلك البلاد يأخذون بفقه مالك، وبعد تدوين المذاهب الفقهية انتشر مذهب مالك في المغرب والأندلس. وقد كان تلاميذه افترقوا بمصر والعراق فكان بالعراق منهم القاضي إسماعيل وطبقته مثل ابن خويز منداد وغيره، وبمصر ابن القاسم وأشهب. ورحل من الأندلس عبد الملك بن حبيب فاخذ عن ابن القاسم وطبقته وبث مذهب مالك في الأندلس ودون فيه كتاب الواضحة ثم دون العتبي من تلامذته كتاب العتبية ورحل من أفريقية أسد بن الفرات بكتب عن أصحاب أبي حنيفة أولا ثم انتقل إلى مذهب مالك وكتب على ابن القاسم في سائر أبواب الفقه وجاء إلى القيروان بكتابه وسمي الأسدية نسبة إلى أسد بن الفرات فقرأ بها سحنون على أسد ثم ارتحل إلى المشرق ولقي ابن القاسم وأخذ عنه وعارضه بمسائل الأسدية فرجع عن كثير منها وكتب سحنون مسائلها ودونها وأثبت ما رجع عنه وكتب لأسد أن يأخذ بكتاب سحنون فأنف من ذلك فترك الناس كتابه واتبعوا مدونة سحنون على ما كان فيها من اختلاط المسائل في الأبواب فكانت تسمى المدونة والمختلطة وعكف أهل القيروان على هذه المدونة وأهل الأندلس على الواضحة والعتبية ثم اختصر ابن أبي زيد المدونة والمختلطة في كتابه المسمى بالمختصر ولخصه أيضا أبو سعيد البرادعي من فقهاء القيروان في كتابه المسمى بالتهذيب واعتمده المشيخة من أهل أفريقية وأخذوا به وتركوا ما سواه وكذلك اعتمد أهل الأندلس كتاب العتبية وهجروا الواضحة وما سواها ولم تزل علماء المذهب يتعاهدون هذه الأمهات بالشرح والإيضاح والجمع فكتب أهل أفريقية على المدونة ما شاء الله أن يكتبوا مثل ابن يونس واللخمي وابن محرز التونسي وابن بشير وأمثالهم، وكتب أهل الأندلس على العتبية ما شاء الله أن يكتبوا مثل: ابن رشد الجد في كتابه: «البيان والتحصيل»، وأمثاله، وجمع ابن أبي زيد جميع ما في الأمهات من المسائل والخلاف والأقوال في كتاب النوادر فاشتمل على جميع أقوال المذاهب وفرع الأمهات كلها في هذا الكتاب ونقل ابن يونس معظمه في كتابه على المدونة وزخرت بحار المذهب المالكي في الأفقين إلى انقراض دولة قرطبة والقيروان ثم تمسك بهما أهل المغرب بعد ذلك إلى أن جاء كتاب أبي عمرو ابن الحاجب لخص فيه طرق أهل المذهب في كل باب وتعديد أقوالهم في كل مسألة فجاء كالبرنامج للمذهب وكانت الطريقة المالكية بقيت في مصر من لدن الحارث بن مسكين وابن المبشر وابن اللهيب، وابن الرشيق وابن شاس وكانت بالإسكندرية في بني عوف.

## المذاهب الفقهية
المذاهب الفقهية هي مدارس فقهية تهتم بصفة أساسية بـعلم فروع الفقه، والمذهب لغة مكان الذهاب وهو الطريق، والذهاب: السير والمرور، والمذهب: مصدر كالذهاب، ويطلق على المعتقد الذي يذهب إليه. واصطلاحا: الأحكام التي اشتملت عليها المسائل. سميت كذلك؛ لأنها توصل إلى المعاد كما أن مكان الذهاب طريق يوصل إلى المعاش، أو؛ لأن الأفكار تتردد في تلك الأحكام، كما أن الأجسام تتردد في الطريق. والمذهب عند علماء الفقه يطلق في الحقيقة على ما ذهب إليه إمام المذهب من الاختيارات والأحكام، ثم أطلق في الاصطلاح على ما يشمل تخريجات أصحاب إمام المذهب مجتهدي التخريج في مذهب إمامه. والمذاهب الفقهية كثيرة، وأشهرها مذاهب كبار فقهاء الصحابة ثم العبادلة ثم فقهاء التابعين ثم ظهر مذهب أهل الرأي والقياس في العراق، مذهب أهل الحديث في الحجاز، ثم ظهرت مذاهب أخرى.
يعد القرن الهجري الأول أفضل القرون الثلاثة الهجرية، حيث أنه يمثل الأصل الأصيل لعلوم الشريعة كلها، وكان رواده أعلام الصحابة الذين نقلوا الشرع، وأسسوا مذاهب الفقه، وكان كل من جاء بعدهم عالة عليهم في الأخذ عنهم. ويعد القرن الثاني والثالث من الهجرة النبوية بمثابة العصر الذهبي لصياغة المذاهب الفقهية وتدوين أصولها وقواعدها، واشتهرت في الحجاز مدرسة أهل الحديث في المدينة المنورة، وكان أشهر أعلامها زيد بن ثابت ثم عبد الله بن عمر ثم سعيد بن المسيب، ثم تلخص فقه هذه المدرسة بظهور الإمام مالك مؤسس المذهب المالكي. واشتهرت في العراق مدرسة أهل الرأي في الكوفة، ومن أشهر أعلامها ابن مسعود ثم إبراهيم النخعي ثم حماد بن أبي سليمان ثم تلميذه الإمام أبو حنيفة النعمان مؤسس المذهب الحنفي. واشتهر من المدرستين ومن مدرسة مكة الإمام الشافعي مؤسس المذهب الشافعي. واشتهر من مدرسة بغداد ومدرسة أهل الحديث الإمام أحمد بن حنبل مؤسس المذهب الحنبلي.
واشتهر خلال ذلك من المذاهب الفقهية التي وضعت أصولها ودونت: مذهب الحسن البصري وزيد بن علي وأبي حنيفة والأوزاعي وسفيان الثوري والليث بن سعد ومالك بن أنس وسفيان بن عيينه ومحمد بن إدريس الشافعي وأحمد بن حنبل وداود الظاهري وإسحاق بن راهويه، والمذهب الذي صاغه أبو ثور ومذهب محمد بن جرير الطبري وغيرهما، بالإضافة إلى مذاهب أخرى مثل مذهب أهل البيت، كما أن هناك مذاهب أخرى أقل منها اشتهارا مما لم تدون أو لم تستكمل صياغتها، أو لم تنقل. واختص من بين جميع المذاهب: المذاهب الأربعة بكونها أشهر المذاهب وأكثرها انتشارا. والذين اعترف الجمهور لهم بالإمامة والاجتهاد المطلق، وأخذت مذاهبهم، واشتهرت وانتشرت أكثر من غيرها، وتسمى: المذاهب الأربعة بـالمذاهب الفقهية الكبرى وهي: الفقه الحنفي، والفقه المالكي، الفقه الشافعي، والفقه الحنبلي. وهناك مذاهب أخرى مثل المذهب الظاهري، الذي اعتبر في فترة المتقدمين خامس المذاهب الفقهية، لكنه اندرس مع الوقت، والمذهب الزيدي، وهو أقرب المذاهب إلى مذهب أهل السنة والجماعة، ومذهب الشيعة الإمامية.

### المذاهب الأربعة
المذاهب الأربعة هي المذاهب الفقهية الكبرى الأكثر انتشارا واشتهارا في العالم الإسلامي، والتي حظيت بالاهتمام والتدوين والبحث والدراسة، وكان لها قبول واسع بين الناس وعملوا بها وتناقلوها منذ تأسيسها إلى وقتنا الحالي، وهي أشهر مذاهب أهل السنة والجماعة على الإطلاق، وإنما ظهر تخصيصها بالسنية؛ بسبب ظهور المذاهب المخالفة لجمهور أهل السنة والجماعة. وقد تلخص من مدرسة فقه الكوفة صياغة: المذهب الحنفي وأول من صاغه إمام المذهب: أبو حنيفة النعمان، وتلخص من مدرسة فقه المدينة صياغة المذهب المالكي وأول من صاغه إمام المذهب: مالك بن أنس، وتلخص المذهب الشافعي من مدرسة فقه مكة، ومؤسسه محمد بن إدريس الشافعي، أخذ عن مالك، وعن أصحاب أبي حنيفة، وعن غيرهم من فقهاء مكة والمدينة وغيرهم، وجمع بين مذهب أهل العراق وبين مذهب أهل الحجاز، واهتم باللغة وقواعدها، وصاغ علم أصول الفقه، وهو أول من صاغ المذهب الشافعي. وأخذ أحمد بن حنبل عن الشافعي، وتأثر بفقه سفيان الثوري واهتم بالحديث، وهو أول من صاغ المذهب الحنبلي.
هناك مذاهب فقهية أخرى غير المذاهب الأربعة، لكن لم تتوفر فيها كل المزايا التي توفرت في المذاهب الأربعة، ومن هذه المذاهب ما لم تستكمل صياغتها، أو لم تشتهر، ونقلت منها أقوال ضمن كتب المذاهب الأربعة.
وظهرت مذاهب فقهية كثيرة، لكن هذه المذاهب انقرض ذكرها، واندرس أثرها ولم يبق منها اليوم إلا أربعة مشهورة وهي: المذهب الحنفي، والمذهب المالكي، والمذهب الشافعي، والمذهب الحنبلي. وكان أبو حنيفة إمام أهل الرأي في العراق. وإمام أهل الحجاز مالك ابن أنس الأصبحي، وكان يعرف بـإمام دار الهجرة، وقد اختص فقهه بعمل أهل المدينة على اعتبار أنهم متابعون لمن قبلهم ضرورة لدينهم واقتدائهم. ثم كان من بعد مالك بن أنس محمد بن أدريس الشافعي، تفقه بفقه أهل الحجاز، ثم انتقل إلى العراق من بعد مالك وأخذ عن أصحاب أبي حنيفة وجمع بين طريقة أهل الحجاز وطريقة أهل العراق، وجاء من بعدهما أحمد بن حنبل وكان من عليه المحدثين، وأخذ عن الشافعي وروى مذهبه، ثم استقل بمذهب آخر.
وقد استقر العمل بهذه المذاهب الأربعة، ووقف التقليد في الأمصار عند هؤلاء الأربعة ودرس المقلدون لمن سواهم وسد الناس باب الخلاف وطرقه لما كثر تشعب الاصطلاحات في العلوم ولما عاق عن الوصول إلى رتبة الاجتهاد، ولما خشي من إسناد ذلك إلى غير أهله ومن لا يوثق برأيه ولا بدينه، فصرحوا بالعجز والإعواز، وردوا الناس إلى تقليد هؤلاء كل من اختص به من المقلدين، وحظروا أن يتداول تقليدهم لما فيه من التلاعب، ولم يبق إلا نقل مذاهبهم، وعمل كل مقلد بمذهب من قلده منهم بعد تصحيح الأصول واتصال سندها بالرواية، لا مجرد النقل من الكتب. قال ابن خلدون: «ومدعي الاجتهاد لهذا العهد مردود على عقبه مهجور تقليده. وقد صار أهل الإسلام اليوم على تقليد هؤلاء الأئمة الأربعة».
وأما أحمد بن حنبل فتأسس مذهبه في بغداد، وكان أكثر مقلديه بالشام والعراق من بغداد ونواحيها وهم أكثر الناس حفظا للسنة ورواية الحديث. وانتشر مذهب مالك في الأندلس والمغرب، وانتشر مذهب أبي حنيفة في العراق ومسلمة الهند والصين وما وراء النهر وبلاد العجم. وكثرت مؤلفات الحنفية ومناظراتهم ومباحثهم مع الشافعية، وجاءوا منها بعلم مستظرف وأنظار غريبة وهي بين أيدي الناس وبالمغرب منها شئ قليل نقله إليه القاضي بن العربي وأبو الوليد الباجي في رحلتهما. وأما الشافعي فمقلدوه بمصر أكثر مما سواها وقد كان انتشر مذهبه بالعراق وخراسان وما وراء النهر وقاسموا الحنفية في الفتوى والتدريس في جميع الأمصار وعظمت مجالس المناظرات بينهم وملئت كتبهم بأنواع استدلالاتهم ثم درس ذلك كله بدروس المشرق وأقطاره وكان الإمام محمد بن أدريس الشافعي لما نزل على بني عبد الحكم بمصر أخذ عنه جماعة من بني عبد الحكم وأشهب وابن القاسم وابن المواز وغيرهم ثم الحارث بن مسكين وبنوه، ثم انقرض فقه أهل السنة من مصر بظهور دولة الرافضة وتداول بها فقه أهل البيت وتلاشى من سواهم إلى أن ذهبت دولة العبيديين من الرافضة على يد صلاح الدين يوسف بن أيوب ورجع إليهم فقه الشافعي وأصحابه من أهل العراق والشام فعاد إلى أحسن ما كان ونفقت سوقه واشتهر منهم محيي الدين النووي في ظل الدولة الأيوبية بالشام وعز الدين بن عبد السلام كذلك، ثم ابن الرفعة بمصر وتقي الدين ابن دقيق العيد ثم تقي الدين السبكي بعدهما إلى أن انتهى ذلك إلى شيخ الإسلام بمصر لهذا العهد وهو سراج الدين البلقيني فقد كان في ذلك اليوم أكبر الشافعية بمصر كبير العلماء بل أكبر العلماء من أهل العصر.

### الظاهرية
المذهب الظاهري نسبة إلى مؤسسه داود بن علي الأصفهاني الظاهري (202 هـ/ 270 هـ). كان من حفاظ الحديث فقيها مجتهدا، استقل بمذهبه بعد أن كان شافعيا في بغداد. وجاء من بعده ابن حزم الأندلسي (384 هـ - 456هـ) وذلك بما ألف من كتب، من أهمها: المحلى بالآثار في الفقه، والإحكام في أصول الأحكام، في أصول الفقه. وتسميتهم بذلك؛ لأن أساس مذهبهم: العمل بظاهر القرآن والسنة، مادام لم يقم دليل على إرادة غير الظاهر، ثم عند عدم النص، يأخذ بالإجماع، بشرط أن يكون إجماع علماء الأمة قاطبة، وقد أخذ الظاهرية بإجماع الصحابة فقط، فإن لم يوجد النص أو الإجماع أخذوا بالاستصحاب. وقد أنكروا القياس وأبطلوا العمل به وجعلوا المدارك كلها منحصرة في النصوص والإجماع وردوا القياس الجلي والعلة المنصوصة إلى النص؛ لأن النص على العلة نص على الحكم في جميع محالها. كما أنهم لا يقبلون التقليد ولا العمل بالاستحسان وسد الذرائع وتعليل نصوص الأحكام بالاجتهاد. وقد انتشر هذا المذهب في الأندلس، وأخذ في الاضمحلال في القرن الخامس، ثم انقرض تماماً في القرن الثامن.
ويذكر ابن خلدون في تاريخه: أن المذاهب المشتهرة في العصور المتقدمة كانت ثلاثة: مذهب أهل الرأي والقياس وأشهر أئمتهم أبو حنيفة وأصحابه من بعده، ومذهب أهل الحديث وإمامهم مالك ثم الشافعي، ومذهب داود الظاهري. وكان إمام هذا المذهب داود ابن علي وابنه وأصحابهما وكانت هذه المذاهب الثلاثة هي مذاهب الجمهور المشتهرة بين الأمة. وقد انقرض مذهب الظاهرية واندراس في العصور المتأخرة، ولم يبق منه سوى الرسوم في الكتب، بنقل العلم من الكتب من غير مفتاح المعلمين وهو ما قد يؤدي إلى مخالفة الجمهور. قال ابن خلدون: «ثم درس مذهب أهل الظاهر اليوم بدروس أئمته وإنكار الجمهور على منتحله ولم يبق إلا في الكتب المجلدة».

### الزيدية
مذهب الزيدية هو مذهب فقهي نسبة إلى مؤسسه زيد بن علي زين العابدين بن الحسين المتوفى سنة (122 هـ)، الذي يعد مذهباً خامساً بجانب المذاهب الأربعة. وقد كان زيد بن علي إماماً مجتهدا في عصره، صاحب دراية بعلوم القرآن والقراءات وأبواب الفقه، وكان يسمى بـ: «حليف القرآن» وله كتاب «المجموع في الفقه»،  يعد من أقدم الكتب في الفقه. والزيدية: هم الذين جعلوا الإمامة بعد علي زين العابدين إلى ابنه زيد مؤسس هذا المذهب. وقد بويع لزيد بالكوفة في أيام هشام بن عبد الملك، فقاتله يوسف بن عمر، حتى قتل. وكان زيد يفضل علي بن أبي طالب على سائر الصحابة، ويتولى أبا بكر وعمر، ويرى الخروج على أئمة الجور، ولا يطعن في أحد من الصحابة، وقد أنكر على من طعن على أبي بكر وعمر من أتباعه، فتفرق عنه الذين بايعوه، فقال لهم: رفضتموني، فسموا (الرافضة) لقول زيد لهم: (رفضتموني). ثم خرج ابنه يحيى بعده في أيام الوليد بن يزيد بن عبد الملك، فقتل أيضاً. والزيدية منسوبة لزيد، لقولهم بإمامته، وإن لم يكونوا على مذهبه في الفروع الفقهية، بخلاف الحنفية والشافعية مثلاً، فهم يتابعون الإمام في الفروع.
ويعد مذهب الزيدية أقرب المذاهب الشيعية إلى مذهب أهل السنة، ويميل الفقه الزيدي إلى فقه أهل العراق وخصوصا فقه الحنفية، ولايختلف كثيراً في عهد ظهور الزيدية الأولى عن فقه أهل السنة، ويخالفون في مسائل معروفة منها: عدم مشروعية المسح على الخفين، وتحريم ذبيحة غير المسلم، وتحريم الزواج بالكتابيات، مستدلين بقوله تعالى: ﴿وَلَا تُمْسِكُوا بِعِصَمِ الْكَوَافِرِ﴾ [الممتحنة:10] ويزيدون في الأذان لفظ: «حي على خير العمل»، ويكبرون خمس تكبيرات في الجنازة، ويتفقون مع أهل السنة في تحريم زواج المتعة، فلا يجيزونه، وخالفوا الشيعة الإمامية القائلين بإباحة زواج المتعة. ويعتمدون في استنباط الأحكام على القرآن والحديث والاجتهاد بالرأي، والأخذ بالقياس والاستحسان والمصالح المرسلة والاستصحاب. والمذهب الفعلي في اليمن هو مذهب الهادوية أتباع الهادي إلى الحق يحيى بن الحسين. ومايزال هذا المذهب مذهب دولة الزيدية في اليمن منذ عام (288 هـ). ومن أهم المؤلفات المطبوعة حالياً في هذا المذهب «كتاب البحر الزخار الجامع لمذاهب علماء الأمصار» لأحمد بن يحيى بن المرتضى المتوفى عام (840 هـ) في أربعة أجزاء، وهو جامع لآراء الفقهاء واختلافاتهم. ومتن الأزهار في فقه الأئمة الأطهار، لأحمد بن يحيى المرتضى، والتاج المذهب لأحكام المذهب، للقاضي أحمد بن قاسم العنسي.

### الإمامية
الشيعة الإمامية هم القائلون بأن الإمامة في اثني عشر إماماً، وقالوا بعصمتهم، وأولهم الإمام أبو الحسن علي المرتضى، وآخرهم محمد المهدي الحجة، الذين زعموا أنه مستور وأنه هو الإمام القائم. ومؤسس مذهب الإمامية: جعفر الصادق بن محمد الباقر بن علي زين العابدين بن الحسين السبط، (80 هـ - 148 هـ) والناشر الفعال لمذهب الشيعة الإمامية في الفقه في فارس هو: أبو جعفر، محمد بن الحسن بن فرّوخ الصفار الأعرج القُمِّي المتوفى سنة (290 هـ)، في كتابه (بشائر الدرجات في علوم آل محمد، وماخصهم الله به) طبع سنة: (1285 هـ). وقد تقدمه أول كتاب للإمامية في الفقه وهو رسالة الحلال والحرام لإبراهيم ابن محمد أبي يحيى المدني الأسلمي التي رواها عن الإمام جعفر الصادق. ثم كتب ابنه علي الرضا كتاب «فقه الرضا» طبع عام (1274 هـ) في طهران. ثم جاء بعد ابن فرّوخ الأعرج في القرن الرابع: محمد بن يعقوب بن إسحاق الكُلَيني الرازي، شيخ الشيعة، المتوفى عام 328 هـ مؤلف كتاب: «الكافي في علم الدين»، ويشتمل هذا الكتاب على ستة عشر ألفاً وتسعة وتسعون حديثاً من طرق آل البيت، وهو عمدة مذهب الإمامية، بالإضافة إلى من لا يحضره الفقيه للصدوق القمي، وتهذيب الأحكام للطوسي، والاستبصار للطوسي. ومرجع الأحكام الشرعية هم الأئمة دائماً لا غيرهم، فلا يعتمدون غالباً في الفقه بعد القرآن إلا على الأحاديث التي رواها أئمتهم من آل البيت، كما أنهم يرون فتح باب الاجتهاد، ويرفضون القياس غير المنصوص العلة، وينكرون الإجماع إلا إذا كان الإمام داخلاً فيه. وينتشر هذا المذهب حاليا في إيران والعراق.
وفقه الإمامية لا يختلف في الأمور المشهورة عن فقه أهل السنة إلا في سبع عشرة مسألة تقريباً، من أهمها إباحة نكاح المتعة، وإيجاب الإشهاد على الطلاق، وتحريم ذبيحة الكتابي وتحريم الزواج بالنصرانية أو اليهودية، وتقديم ابن العم الشقيق في الإرث على العم لأب، وعدم مشروعية المسح على الخفين، ومسح الرجلين في الوضوء، ويزيدون في أذانهم: «أشهد أن علياً ولي الله»، و«حي على خير العمل»، وتكرار جملة: «لا إله إلا الله». فاختلافهم لا يزيد عن اختلاف المذاهب الفقهية كالحنفية والشافعية مثلاً. والحقيقة أن اختلافهم مع أهل السنة لايرجع إلى العقيدة أو إلى الفقه، وإنما يرجع لناحية الحكومة والإمامة. ولعل أفضل ما أعلنت عنه ثورة الخميني في إيران عام (1979م)، هو تجاوز الخلاف مع أهل السنة، واعتبار المسلمين جميعاً أمة واحدة.

## الاجتهاد
الاجتهاد عند علماء أصول الفقه هو «بذل الجهد في إدراك الأحكام الشرعية» أو هو: «بذل الجهد في تعرف الحكم الشرعي" ويقابله: التقليد. والاجتهاد إما تام أو ناقص، فالتام هو: «استفراغ القوة النظرية حتى يحس الناظر من نفسه العجز عن مزيد طلب»، والناقص هو: «النظر المطلق في تعرف الحكم». وهناك شروط وتفاصيل مذكورة في علم أصول الفقه. روى الترمذي وأبو داود والدارمي: «عن معاذ بن جبل: أن رسول الله ﷺ لما بعثه إلى اليمن قال: «كيف تقضي إذا عرض لك قضاء؟» قال: أقضي بكتاب الله، قال: «فإن لم تجد في كتاب الله؟» قال: فبسنة رسول الله ﷺ، قال: «فإن لم تجد في سنة رسول الله؟» قال: أجتهد رأيي ولا آلو، قال: فضرب رسول الله ﷺ على صدره، وقال: «الحمد لله الذي وفق رسول رسول الله لما يرضى به رسول الله»». وفي الحديث: دليل على إقرار معاذ بن جبل على الاجتهاد، وشهادة له بتلك الأهلية حيث بعث واليا وقاضيا في اليمن، وفيه امتحان له بسؤاله كيف يقضي إذا عرض له قضاء؟ وقد أجاب معاذ بن جبل بأنه يقضي بكتاب الله فإن لم يجد فبسنة رسول الله، فإن لم يجد فيهما اجتهد. ومعنى قوله: أجتهد رأيي: أي أطلب حكم تلك الواقعة بالقياس على المسائل التي جاء فيها نص وأحكم فيها بمثل المسألة التي جاء فيها نص لما بينهما من المشابهة. ومعنى ولا آلو: ما أقصر للاعتمال والسعي وبذل الوسع، ونسبته إلى الرأي.
قال الخطابي: لم يرد به الرأي الذي يسنح له من قبل نفسه أو يخطر بباله على غير أصل من كتاب أو سنة، بل أراد رد القضية إلى معنى الكتاب والسنة من طريق القياس وفي هذا إثبات للحكم بالقياس. قال الطيبي: «فيه استصواب منه ﷺ لرأيه في استعماله» وهذا معنى قولهم: كل مجتهد مصيب، ولا ارتياب أن المجتهد إذا كدح في التحري وأتعب القريحة في الاستنباط استحق أجرا لذلك، وهذا بالنظر إلى أصل الاجتهاد، فإذا نظر إلى الجزئيات، فلا يخلو من أن يصيب في مسألة من المسائل، أو يخطيء فيها، فإذا أصاب ثبت له أجران أجر الاجتهاد وأجر الإصابة، وإن أخطاء فله أجر واحد هو أجر الاجتهاد ولا شيء عليه في في الخطأ.

### الاستنباط
الاستنباط في اللغة: استخراج الماء من العين من قولهم: نبط الماء إذا خرج من منبعه، والنبط: الماء الذي ينبط من قعر البئر إذا حفرت، واستنبطه واستنبط منه علما وخبرا ومالا: استخرجه، والاستنباط: الاستخراج. وفي الاصطلاح: استخراج المعاني من النصوص بفرط الذِّهن وقوَّة القريحة. وفي الفقه: استخراج المجتهد المعاني والأحكام الشرعية من النصوص ومصادر الأدلة الأخرى. أو هو: استنتاج الأحكام من الأدلة. ومنه في القرآن قول الله تعالى: ﴿وَلَوْ رَدُّوهُ إِلَى الرَّسُولِ وَإِلَىٰ أُولِي الْأَمْرِ مِنْهُمْ لَعَلِمَهُ الَّذِينَ يَسْتَنبِطُونَهُ مِنْهُمْ.﴾، قال ابن جرير: وكل مستخرج شيئا كان مستترا عن أبصار العيون أو عن معارف القلوب فهو له: مستنبط، يقال: استنبطت الركية إذا استخرجت ماءها، ونبطتها أنبطها، والنبط الماء المستنبط من الأرض.
روى ابن جرير بسنده: عن قتادة: «﴿ولو ردوه إلى الرسول وإلى أولي الأمر منهم﴾: يقول: إلى علمائهم؛ ﴿لَعَلِمَهُ الَّذِينَ يَسْتَنبِطُونَهُ مِنْهُمْ﴾ لعلمه الذين يفحصون عنه ويهمهم ذلك». وعن ابن جريج: «ولو ردوه إلى الرسول، حتى يكون هو الذي يخبرهم: وإلى أولي الأمر منهم: الفقه في الدين والعقل». وعن أبي العالية: ﴿ولو ردوه إلى الرسول وإلى أولي الأمر منهم﴾: العلم ﴿الذين يستنبطونه منهم﴾: يتتبعونه ويتحسسونه.
والاستنباط في اصطلاح علماء أصول الفقه هو: استخراج المعاني من النصوص بفرط الذهن وقوة القريحة كما في تعريفات الجرجاني. أو هو: استنتاج الأحكام من الأدلة. فهو بمعنى: استنتاج الأحكام الشرعية من أدلتها التفصيلية واستخراجها واستخلاصها منها، والحصول على المعرفة بحكم لم يرد في الشرع نص يدل عليه بخصوصه، فمثلا: تحريم الخمر فإنه ورد في الشرع نص بخصوصه، والمسكرات التي لم يرد نص شرعي بخصوصها يلحق حكمها بالخمر قياسا عليه بجامع الإسكار، وبناء على قاعدة شرعية عامة في حديث: «كل مسكر حرام». وكتحريم ضرب الوالدين قياسا على تحريم التأفف. وقد ذكر علماء أصول الفقه في تعريفهم الفقه بأنه: استنباط الأحكام الشرعية من أدلتها التفصيلية، وأن المسائل المدونة في كتب الفقه ليست بفقه اصطلاحا، وأن حافظها ليس بفقيه، وبه صرح العبدري في باب الإجماع من شرح المستصفى. قال: وإنما هي نتائج الفقه، والعارف بها فروعي، وإنما الفقيه هو المجتهد الذي ينتج تلك الفروع عن أدلة صحيحة، فيتلقاها منه الفروعي تقليدا ويدونها ويحفظها. وقال أبو إسحاق في كتاب الحدود: الفقيه من له الفقه، فكل من له الفقه فقيه، ومن لا فقه له فليس بفقيه. قال: والفقيه هو العالم بأحكام أفعال العباد التي يسوغ فيها الاجتهاد. قال الشافعي: «إذا رفعت إلى المجتهد واقعة فليعرضها على نصوص الكتاب فإن أعوزه فعلى الأخبار المتواترة ثم على الآحاد فإن أعوزه لم يخض في القياس بل يلتفت إلى ظواهر القرآن فإن وجد ظاهرا نظر في المخصصات من قياس أو خبر فإن لم يجد تخصيصا حكم به وإن لم يعثر على لفظ من كتاب ولا سنة نظر إلى المذاهب فإن وجدها مجمعا عليها اتبع الإجماع، فإن لم يجد إجماعا خاض في القياس».

### مفهوم القول بالرأي في الاجتهاد
لا يكون الاجتهاد إلا فيما يعرض من إشكالات وفيما هو غامض أو من الدقائق الخفية عند عدم وجود نص شرعي يدل عليه بعينه، ولا يكون الاجتهاد بالرأي إلا في هذه الحالة، فلا رأي في ثبوت نص ثابت، ولا في أمر مجمع عليه، والمقصود بالرأي في الحكم الشرعي: المستند إلى دليل شرعي ووفق شروط مخصوصة للاجتهاد. أما إذا كان مجرد رأي عادي فهو موصوف بالخطأ دائما، وعليه يحمل قول علي بن أبي طالب: «لو كان الدين بالرأي لكان مسح الخف من أسفله أولى بالمسح من أعلاه..». فالاجتهاد والإفتاء لا يكون بالرأي الشخصي وإن وافق الحق. وفي الحديث: «عن جندب قال قال رسول الله ﷺ: من قال في كتاب الله عز وجل برأيه فأصاب؛ فقد أخطأ». وسبب الخطأ تقديم الرأي على الشرع واتباع الهوى، وعدم وجود الأهلية. ومن تعلم أو قرأ شيئا من العلم؛ لا يجوز له الإقدام على الإفتاء؛ لأن الأحكام الظاهرة قد تأخذ منحى آخر ربما يقصر فهمه عن إدراكة، فقد أصيب رجل بشج وصل إلى باطن رأسه، فأصابته جنابة فسأل عن الحكم، فقيل له: عليك الاغتسال بتعميم جميع البدن ولا مخرج لك من ذلك، وكانت الفتوى أخذا بظاهر الشرع، فاغتسل الرجل فوصل الماء إلى دماغه فمات، وقد جاء في ذلك حديث يدل على ذلك، وجاء في الحديث: «قتلوه قتلهم الله ألا سألوا إذ لم يعلموا فإنما شفاء العي السؤال إنما كان يكفيه أن يتيمم ويعصر أو يعصب -شك موسى- على جرحه خرقة ثم يمسح عليها ويغسل سائر جسده.»

### مراتب الاجتهاد
مراتب الاجتهاد هي درجات ومراتب علمية محددة في الفقه وأصوله، ويقصد بها ترتيب المستويات العلمية للمجتهدين ودرجاتهم. وقد ذكر علماء الشرع الإسلامي مراتب الفقهاء، وبينوا خصائص كل صنف من المجتهدين وشروطه في الاجتهاد، كما قسم العلماء مراتب المجتهدين إلى قسمين أساسيين وهما: المجتهد المستقل وغير المستقل، فالمجتهد المستقل أو المجتهد المطلق المستقل، هو الذي بلغ رتبة الاجتهاد في جميع أبواب الشرع وفق شروط محددة لذلك، وتعد رتبة المجتهد المستقل من أعلى مراتب الاجتهاد، فالمستقل كالأئمة الأربعة، وغير المستقل هو المنتسب إلى مذهب إمام من أئمة المذاهب الفقهية. وقد فقد الاجتهاد المستقل في القرن الرابع الهجري، ولم يبق إلا اجتهاد المنتسبين إلى المذاهب الفقهية، الذين عملوا في استكمال بناء المذاهب الفقهية، حتى نضج علم فروع الفقه خصوصا في العصور المتأخرة، فالمسائل والأحكام الفقهية ومعاقد الإجماع أصبحت مقررة، والفقهاء بعد الانتهاء من تمهيد الأحكام مقلدون لأئمة مذاهبهم في الأحكام المفروغ منها.
قال السيوطي: وقد نص العلماء كابن الصلاح والنووي وغيرهما على وجود اختلاف بين مراتب الاجتهاد، وأنه من دهر طويل فقد المجتهد المستقل، ولم يبق إلا المجتهدون المنتسبون إلى المذاهب. وقرروا أن المجتهدين أصناف: مجتهد مطلق مستقل، ومجتهد مطلق منتسب إلى إمام من الأئمة، كالمنتسبين إلى الأئمة الأربعة، ومجتهد مقيد. وأن الصنف الأول فقد من القرن الرابع الهجري، ولم يبق إلا الصنفان الآخران: المطلق المنتسب والمقيد. وقال السيوطي: وممن نص على ذلك من أصحابنا أيضا ابن برهان في الوجيز، ومن المالكية ابن المنير، وذكر السيوطي عباراتهم وعبارات غيرهم في كتاب الرد على من أخلد على الأرض.

### الإفتاء
| «عن مالك عن يحيى بن سعيد أن عبد الله بن مسعود قال لإنسان إنك في زمان كثير فقهاؤه قليل قراؤه، تحفظ فيه حدود القرآن وتضيع حروفه، قليل من يسأل كثير من يعطي، يطيلون فيه الصلاة ويقصرون الخطبة، يبدون أعمالهم قبل أهوائهم، وسيأتي على الناس زمان قليل فقهاؤه كثير قراؤه، يحفظ فيه حروف القرآن وتضيع حدوده، كثير من يسأل قليل من يعطي، يطيلون فيه الخطبة ويقصرون الصلاة يبدون فيه أهواءهم قبل أعمالهم». |
| —شرح الزرقاني على موطأ الإمام مالك |

الإفتاء في أمور الدين من مهمات العلماء المتخصصين، وله مكانة مهمة في الإسلام، وهو فرض كفاية، وهو مسؤولية دينية وأمانة لا يتصدر لها إلا من كان من أهل الفتوى، وقد كان الكثير من الصحابة يتورعون عن الفتيا؛ خشية الوقوع في الزلل. وتعد الفتوى في أمور الدين من مهمات العلماء المتخصصين للفتوى. ويشترط فيمن يتولى الإفتاء والقضاء أن يمتلك الأهلية والكفاءة العلمية، والقدرة على استنباط الأحكام الشرعية. قال النووي: «شرط المفتي كونه مكلفا مسلما وثقة مأمونا متنزها عن أسباب الفسق وخوارم المروءة، فقيه النفس، سليم الذهن، رصين الفكر، صحيح التصرف والاستنباط، متيقظا». ويشترط في المفتي أن يكون من المجتهدين، إلا أنه لا يشترط ذلك في الأحكام المفروغ من تمهيدها، خصوصا في الأزمنة المتأخرة بعد تدوين المذاهب الفقهية وعمل الناس عليها على مدى قرون من الزمن، فيفتي المفتي وفق ما هو مقرر في مذهبه.
ولا يجوز الإفتاء بغير علم، وفي الحديث: «عن أبي هريرة قال قال رسول الله ﷺ: من أفتي بغير علم كان إثمه على من أفتاه». فيأثم المفتي بغير علم، ويتحمل إثم من عمل بفتواه، ومن وقع في خطأ بفتوى عالم؛ فالإثم على ذلك العالم، وهذا إذا لم يكن الخطأ في محل الاجتهاد، أو كان في محل الاجتهاد إلا أنه وقع لعدم بلوغه في الاجتهاد حقه. قاله في فتح الودود.
إذا لم يكن في المفتي أهلية الإفتاء فقد وقع في الخطأ، 
«عن عامر بن عبد الله بن الزبير عن أبيه قال قلت للزبير ما يمنعك أن تحدث عن رسول الله ﷺ كما يحدث عنه أصحابه، فقال: أما والله لقد كان لي منه وجه ومنزلة ولكني سمعته يقول: «من كذب علي متعمدا فليتبوأ مقعده من النار». «عن عبد الله بن عمرو بن العاص قال: سمعت رسول الله ﷺ يقول: «إن الله لا يقبض العلم انتزاعا ينتزعه من العباد، ولكن يقبض العلم بقبض العلماء، حتى إذا لم يبق عالما اتخذ الناس رؤوسا جهالا فسئلوا فأفتوا بغير علم فضلوا وأضلوا»». وقد كان أئمة السلف وفضلاء الخلف يتورعون عن تولي مهمة القضاء والإفتاء؛ خشية الزلل.

## لغة الفقه
لغة الفقه مصطلح فقهي يراد به طرق اللغة التي يستخدمها المجتهد في استخراج الفقه بصيغة أفضل. واللغة هي الظروف الموضوعة لتحمل معانيها وتدل عليها، ومعرفة اللغة شرط مهم للاجتهاد؛ لأن فهم نصوص الشرع والقدرة على الاستنباط لا يتأتى بغير معرفة اللغة، ومن ثم كانت اللغة جزء مهما من علم أصول الفقه. وقد نزل القرآن بلسان عربي مبين على نبي هو أفصح العرب، وكان الصحابة يعرفون معاني القرآن والسنة بغير حاجة إلى تعلم اللغة.
والفقه فهم وعلم واللغة هي اللسان المعبر عن الفقه، ولا يكون التعبير سليما إلا بسلامة استخدام اللغة بعبارة واضحة في الدلالة على المقصود. ويظهر هذا في أساليب التدوين باختيار العبارات والألفاظ، وصياغة المحتوى ووضع العناوين المناسبة، وبما يوصل المقصود إلى القارئ أو المستمع بوجه صحيح ويناسب مستواه.
ومن خلال قراءة كتب المجتهدين الذين نَقَّحُوا المذاهب وحَرَّرُوهَا نجد الكثير من التهذيب اللغوي بحسن انتقاء الألفاظ وجودة العبارة بأساليب علمية وضبط دقيق. ووضع المصطلحات والرموز.

### الفقه والقانون
تعتمد قوانين الدول العربية والإسلامية في المجالات الشرعية على علم الفقه، ففي علم فروع الفقه حصيلة علمية واسعة يأخذ منها علماء التقنين. والقوانين الوضعية التي تنظم سلوك الفرد داخل الجماعة. والشرع الإسلامي منهج متكامل ونظام دقيق يصلح لكل زمان ومكان، لا يماثل القانون ولا يرتقي إلى مستواه مهما كان، ولا يصح قياسه به، فالشرع من عند الله، أما القانون فهو من صنيع البشر ووضعهم، وشرع الله متكامل ودقيق، والنقص والعجز والضعف وقلة الحيلة من صفات البشر. والشرع قواعد شرعها الله تعالى على سبيل الدوام لتنظيم شؤون الجماعة، ولا تقبل التغيير والتبديل، أما القانون فهو قواعد مؤقتة تضعها الجماعة لتنظيم شؤونها وسد حاجاتها. ويعرض لها التغير كلما تغيرت حال الجماعة، فالبشر يضعون القانون خاضعا لتوجهاتهم وعاداتهم وقد يتغيّر بتغيّر الأحول، وما شرعه الله بالوحي لا يتغير؛ لما فيه من الإحكام والإتقان.

### الفقه المقارن
الفقه المقارن أو علم الخلاف هو موضوع تخصصي لأرباب الدراسات الفقهية والبحث العلمي، وهو عبارة عن عرض الأقوال المختلفة فيما هو قابل للنظر لا في معاقد الإجماع، إذ أن خرق الإجماع يعد شذوا وخروجا عن الحق. وفائدة الفقه المقارن أخذ الباحث المتخصص معرفة بوجوه الخلاف، وهو أمر مهم بالنسبة للمجتهد إذ أن معرفة الخلاف من شروط المجتهد المطلق، ويطلب أيضا فيمن يتولى القضاء والإفتاء، أما عامة الناس وغير المتخصصين ففي الغالب أن الخلاف يؤدي بهم إلى الإرباك والوقوع في الحيرة، ومن ثم فقد ذكر العلماء أنه لا يفتى من الأقوال المختلفة إلا بقول واحد لا أكثر، ما لم يكن في الأمر تخيير، وقد عمل الفقهاء الذين هم في رتبة مجتهد الترجيح على ترجيح الأقول المختلفة وفق الأدلة؛ ولئلا يقع الناس في خطأ التلفيق وتتبع الرخص.

### مداخل المذاهب
مداخل المذاهب الفقهية هي الأمور المتعلقة بالمذهب الفقهي مثل: التعريف بمذهب معين ومن هو مؤسسه ومن هم أئمته وطبقاتهم ومراحل تطوره وكتب المذهب ومصطلحاته ورموزه وغير ذلك مما هو متعلق به، وتسمى مداخل؛ لأن من يريد دراسة هذا المذهب وتعلمه فعليه قبل ذلك أن يعرف طرق وأساليب الدخول فيه، بحسب مستواه العلمي.

### كتب الفقه
كتب الفقه هي خلاصة مجهودات علماء الفقه في مراحل التدوين على مدى تاريخ الفقه وطبقات ومراتب الفقهاء، وتعد كتب الفقه مراجع علمية للعالم والمتعلم على كافة المستويات. وتختلف أنواع كتب الفقه من حيث الاختصار والتوسط والتوسع بما يتناسب مع جمع الفئات، ومن أنواع هذه الكتب: المتون وهي في الغالب مختصرات يحفظها المبتدؤن وتتضمن الأسس والمهمات، مثل متن الغاية والتقريب، ومنظومة الزبد ومنظومة ابن عاشر، والمتون الأوسع منها مثل متن المنهاج للنووي، ومنها: الشروح وهي بيان توضيحي يشرح ويفسر محتوى مؤلف آخر، ومنها: الحواشي وهي مثل الشروح لكنها تختلف عنها من بعض الوجوه، ومنها: التعليقات والرسائل المختصرة وغيرها. وكتب الفقه المعتمدة هي التي توافق عليها العلماء وحظيت بالقبول منذ زمن، وجرى تداولها في التعليم والعمل بها في مختلف التخصصات، وتتضمن كتب الفروع والأصول والقواعد والمؤلفات الأخرى مثل كتب الطبقات ومدارس الفقه وغيرها. وتحتوي كتب الفروع مثلا على النصوص الفقهية؛ لأن المستفيد منها يقتصر على معرفة الفقه، فإذا ما أراد التوسع؛ فهناك مطولات تشرح على نحو موسع.

## وصلات خارجية
- طبقات الفقهاء للشيرازي
- رد المحتار على الدر المختار
- إرشاد الفحول للإمام الشوكاني
- الرسالة للإمام، الشافعي
- موسوعة الفقه الإسلامي
- موسوعة الفقه المصرية
- الدارس في تاريخ المدارس
- الفقه الإسلامي وأدلته وهبه الزحيلي
- سيرة الفاروق